# Seznam skladeb Antonia Vivaldiho

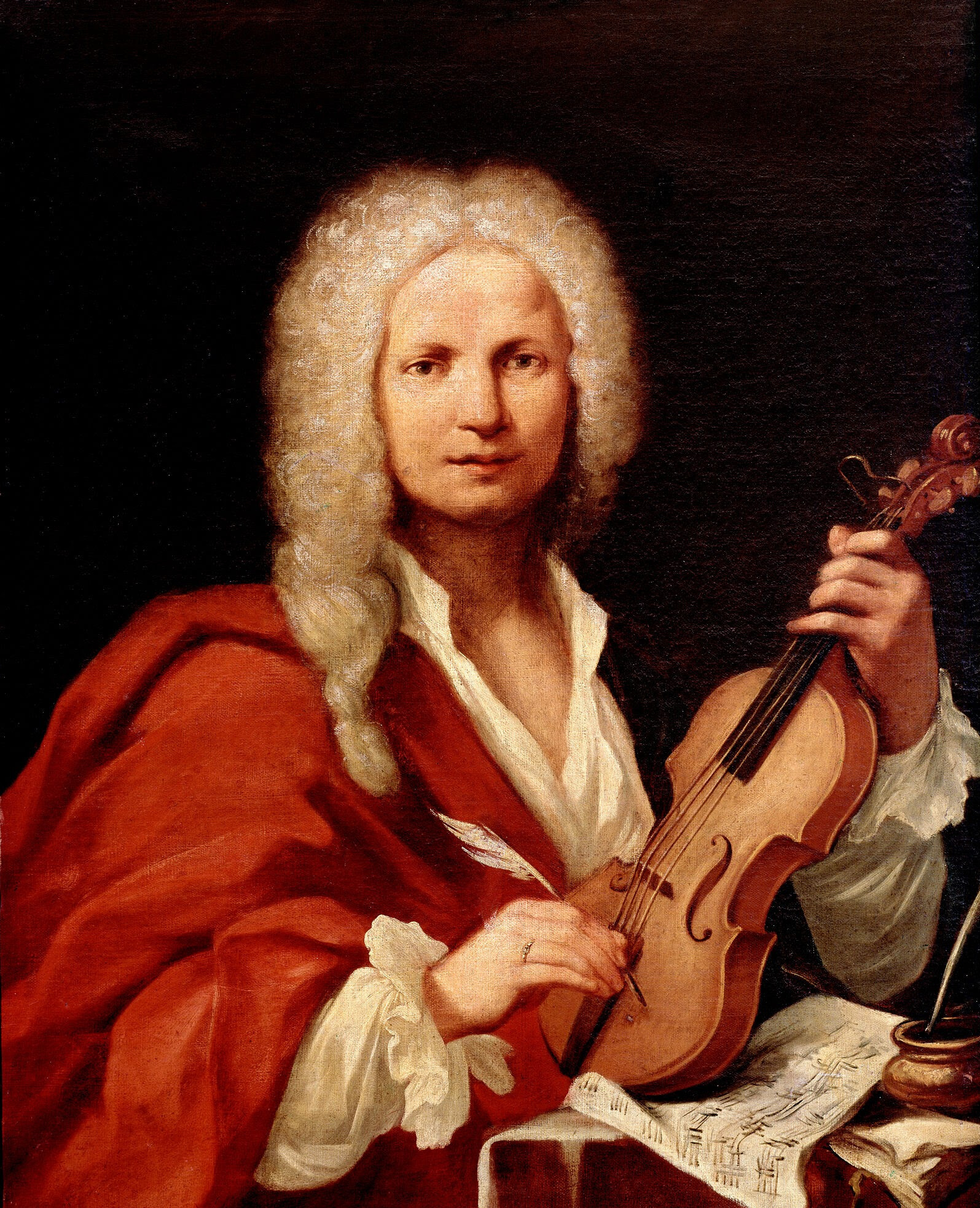
Antonio Vivaldi v roce 1723.

Tento seznam skladeb Antonia Vivaldiho (1678-1741) je řazen podle katalogového čísla na základě Ryomova seznamu.

## Instrumentální hudba

### Sonáty pro jeden nástroj
Prameny:
- Suonate a violino e basso per il cembalo, op. 2 (Benátky 1709, Amsterdam 1712);
- VI Sonáty, quattro a violino solo e basso e due a due violini e basso continuo, op. 5 (Amsterdam 1716);
- Il pastor fido. Sonates pour la musette, vièle, flûte, hautbois, violon avec la basse continue, op. 13 (od Nicolase Chédevilla le cadet, Paříž 1737);
- VI Sonates, violoncello solo col basso (Paříž 1740).

#### Sonáty prohousleabasso continuo(RV 1-37)
| Číslo  | Titul | Tónina | Opus          | Věnováno                            | Poznámka                                                      |
| ------ | ----- | ------ | ------------- | ----------------------------------- | ------------------------------------------------------------- |
| RV 1   |       | C dur  | Opus II č. 6  |                                     |                                                               |
| RV 2   |       | C dur  |               | věnováno Johannu Georgu Pisendelovi | II. a IV. věta v RV 4                                         |
| RV 3   |       | C dur  |               |                                     | ms. z Manchesteru č. 1                                        |
| RV 4   |       | C dur  |               |                                     | II. a IV. věta v RV 2, nekompletní                            |
| RV 5   |       | c moll |               |                                     |                                                               |
| RV 6   |       | c moll |               | věnováno Johannu Georgu Pisendelovi | ms. z Manchesteru č. 7                                        |
| RV 7   |       | c moll |               |                                     | nekompletní                                                   |
| RV 7a  |       | c moll |               |                                     | III. věta se liší od RV 7                                     |
| RV 8   |       | c moll | Opus II č. 7  |                                     |                                                               |
| RV 9   |       | D dur  | Opus II č. 11 |                                     |                                                               |
| RV 10  |       | D dur  |               |                                     |                                                               |
| RV 11  |       | D dur  |               |                                     | nekompletní                                                   |
| RV 12  |       | d moll |               |                                     | ms. z Manchesteru č. 2                                        |
| RV 13  |       | d moll |               |                                     | sporná autenticita (snad od Johanna Helmicha Romana)          |
| RV 14  |       | d moll | Opus II č. 3  |                                     |                                                               |
| RV 15  |       | d moll |               |                                     |                                                               |
| RV 16  |       | e moll | Opus II č. 9  |                                     |                                                               |
| RV 17  |       | e moll |               |                                     | nekompletní                                                   |
| RV 17a |       | e moll |               |                                     | III. věta se liší od RV 17, ms. z Manchesteru č. 9            |
| RV 18  |       | F dur  | Opus V č. 1   |                                     |                                                               |
| RV 19  |       | F dur  |               | věnováno Johannu Georgu Pisendelovi |                                                               |
| RV 20  |       | F dur  | Opus II č. 4  |                                     |                                                               |
| RV 21  |       | f moll | Opus II č. 10 |                                     |                                                               |
| RV 22  |       | G dur  |               |                                     | I. věta v RV 294, III. věta v RV 212a, ms. z Manchesteru č. 8 |
| RV 23  |       | G dur  | Opus II č. 8  |                                     |                                                               |
| RV 24  |       | G dur  |               |                                     | sporná autenticita                                            |
| RV 25  |       | G dur  |               | věnováno Johannu Georgu Pisendelovi |                                                               |
| RV 26  |       | g moll |               |                                     |                                                               |
| RV 27  |       | g moll | Opus II č. 1  |                                     |                                                               |
| RV 28  |       | g moll |               |                                     | také pro hoboj                                                |
| RV 29  |       | g moll |               | věnováno Johannu Georgu Pisendelovi |                                                               |
| RV 30  |       | A dur  | Opus V č. 2   |                                     |                                                               |
| RV 31  |       | A dur  | Opus II č. 2  |                                     |                                                               |
| RV 32  |       | a moll | Opus II č. 12 |                                     |                                                               |
| RV 33  |       | B dur  | Opus V č. 3   |                                     |                                                               |
| RV 34  |       | B dur  |               |                                     | také pro hoboj                                                |
| RV 35  |       | h moll | Opus V č. 4   |                                     |                                                               |
| RV 36  |       | h moll | Opus II č. 5  |                                     |                                                               |
| RV 37  |       | h moll |               |                                     | nekompletní                                                   |

#### Sonáty provioloncelloa basso continuo (RV 38-47)
| Číslo | Titul | Tónina | Opus                            | Věnováno | Poznámka      |
| ----- | ----- | ------ | ------------------------------- | -------- | ------------- |
| RV 38 |       | d moll |                                 |          | ztraceno      |
| RV 39 |       | Es dur |                                 |          |               |
| RV 40 |       | e moll | Bez opusového čísla (1739-1740) |          |               |
| RV 41 |       | F dur  | Bez opusového čísla (1739-1740) |          |               |
| RV 42 |       | g moll |                                 |          |               |
| RV 43 |       | a moll | Bez opusového čísla (1739-1740) |          |               |
| RV 44 |       | a moll |                                 |          |               |
| RV 45 |       | B dur  | Bez opusového čísla (1739-1740) |          |               |
| RV 46 |       | B dur  | Bez opusového čísla (1739-1740) |          |               |
| RV 47 |       | B dur  | Bez opusového čísla (1739-1740) |          | úprava RV 17a |

#### Další sonáty pro jeden nástroj (RV 48-59)
| Číslo | Titul                                                                     | Tónina | Opus                                 | Věnováno | Poznámka                                            |
| ----- | ------------------------------------------------------------------------- | ------ | ------------------------------------ | -------- | --------------------------------------------------- |
| RV 48 | Sonata per flauto e basso continuo                                        | C dur  |                                      |          |                                                     |
| RV 49 | Sonata per flauto e basso continuo                                        | d moll |                                      |          | sporná autenticita                                  |
| RV 50 | Sonata per flauto e basso continuo                                        | e moll |                                      |          | sporná autenticita                                  |
| RV 51 | Sonata per flauto e basso continuo                                        | g moll |                                      |          | úprava RV 27                                        |
| RV 52 | Sonata per flauto diritto e basso continuo                                | F dur  |                                      |          |                                                     |
| RV 53 | Sonata per oboe e basso continuo                                          | c moll |                                      |          |                                                     |
| RV 54 | Sonata per musette/ghironda/flauto/oboe/violino e basso continuo          | C dur  | Il pastor fido Opus "13" č. 1 (1737) |          | připisováno Nicolasi Chédevillovi, zv. ‘‘le cadet’’ |
| RV 55 | Sonata per musette/ghironda/flauto/oboe/violino e basso continuo          | C dur  | Il pastor fido Opus "13" č. 5 (1737) |          | připisováno Nicolasi Chédevillovi, zv. ‘‘le cadet’’ |
| RV 56 | Sonata per musette/ghironda/flauto/oboe/violino e basso continuo          | C dur  | Il pastor fido Opus "13" č. 2 (1737) |          | připisováno Nicolasi Chédevillovi, zv. ‘‘le cadet’’ |
| RV 57 | Sonata per musette/ghironda/flauto/oboe/violino e basso continuo          | G dur  | Il pastor fido Opus "13" č. 3 (1737) |          | připisováno Nicolasi Chédevillovi, zv. ‘‘le cadet’’ |
| RV 58 | Sonata per musette/ghironda/flauto/oboe/violino e basso continuo          | g moll | Il pastor fido Opus "13" č. 6 (1737) |          | připisováno Nicolasi Chédevillovi, zv. ‘‘le cadet’’ |
| RV 59 | Sonata per musette/ghironda/flauto/oboe/violino e basso continuo (organo) | A dur  | Il pastor fido Opus "13" č. 4 (1737) |          | připisováno Nicolasi Chédevillovi, zv. ‘‘le cadet’’ |

### Sonáty pro více nástrojů
Prameny:
- Suonate da camera a tre, due violini e violone o cembalo, op. 1 (Benátky 1705);
- VI Sonate, quattro a violino solo e basso e due a due violini e basso continuo, op. 5 (Amsterdam 1716).

#### Sonáty pro dvoje housle a basso continuo (RV 60-79)
| Číslo | Titul     | Tónina | Opus                | Věnováno | Poznámka                            |
| ----- | --------- | ------ | ------------------- | -------- | ----------------------------------- |
| RV 60 |           | C dur  |                     |          | zpochybněno                         |
| RV 61 |           | C dur  | Opus 1 č. 3 (1703)  |          |                                     |
| RV 62 |           | D dur  | Opus 1 č. 6 (1703)  |          |                                     |
| RV 63 | La Follia | d moll | Opus 1 č. 12 (1703) |          |                                     |
| RV 64 |           | d moll | Opus 1 č. 8 (1703)  |          |                                     |
| RV 65 |           | Es dur | Opus 1 č. 7 (1703)  |          |                                     |
| RV 66 |           | Mi dur | Opus 1 č. 4 (1703)  |          |                                     |
| RV 67 |           | e moll | Opus 1 č. 2 (1703)  |          |                                     |
| RV 68 |           | F dur  |                     |          | basso continuo ad libitum           |
| RV 69 |           | F dur  | Opus 1 č. 5 (1703)  |          |                                     |
| RV 70 |           | F dur  |                     |          | b. cont. ad lib.                    |
| RV 71 |           | G dur  |                     |          | b. cont. ad lib., II. věta v RV 516 |
| RV 72 |           | g moll | Opus 5 č. 6 (1716)  |          |                                     |
| RV 73 |           | g moll | Opus 1 č. 1 (1703)  |          |                                     |
| RV 74 |           | g moll |                     |          |                                     |
| RV 75 |           | As dur | Opus 1 č. 9 (1703)  |          |                                     |
| RV 76 |           | B dur  | Opus 5 č. 5 (1716)  |          |                                     |
| RV 77 |           | B dur  |                     |          | b. cont. ad lib.                    |
| RV 78 |           | B dur  | Opus 1 č. 10 (1703) |          |                                     |
| RV 79 |           | h moll | Opus 1 č. 11 (1703) |          |                                     |

#### Další sonáty pro dva nástroje (RV 80-86)
| Číslo | Titul                                               | Tónina | Opus | Věnováno                               | Poznámka           |
| ----- | --------------------------------------------------- | ------ | ---- | -------------------------------------- | ------------------ |
| RV 80 | Sonata per 2 flauti e basso continuo                | G dur  |      |                                        | sporná autenticita |
| RV 81 | Trio sonata per 2 oboi e basso continuo             | g moll |      |                                        |                    |
| RV 82 | Trio sonata per violino, liuto e basso continuo     | C dur  |      | věnováno Janu Josefovi hraběti z Vrtby |                    |
| RV 83 | Sonata per violino, violoncello e basso continuo    | c moll |      |                                        |                    |
| RV 84 | Sonata per flauto, violino e basso continuo         | D dur  |      |                                        | bez titulu         |
| RV 85 | Trio sonata per violino, liuto e basso continuo     | g moll |      | věnováno Janu Josefovi hraběti z Vrtby |                    |
| RV 86 | Sonata per flauto diritto, fagotto e basso continuo | a moll |      |                                        |                    |

#### Sonáty pro více než dva nástroje (RV 130 e 169)
| Číslo  | Titul                                                                                      | Tónina | Opus | Věnováno | Poznámka |
| ------ | ------------------------------------------------------------------------------------------ | ------ | ---- | -------- | -------- |
| RV 130 | Sonata per 2 violini, viola e basso continuo "Suonata a 4 al Santo Sepolcro"               | Es dur |      |          |          |
| RV 169 | Sonata per 2 violini, viola e basso continuo (senza tastiera) "Sinfonia al Santo Sepolcro" | h moll |      |          |          |

### Komorní koncerty

#### Koncerty bez orchestru (RV 87-108)
| Číslo  | Titul | Tónina | Opus | Věnováno                               | Poznámka                      |
| ------ | --- | ------ | ---- | -------------------------------------- | ----------------------------- |
| RV 87  | Concerto per flauto diritto, oboe, 2 violini e basso continuo                                                           | C dur  |      |                                        |                               |
| RV 88  | Concerto per flauto, oboe, violino, fagotto e basso continuo                                                            | C dur  |      |                                        |                               |
| RV 89  | Concerto per flauto, 2 violini e basso continuo (clavicembalo)                                                          | D dur  |      |                                        | sporná autenticita            |
| RV 90  | Concerto per violino/flauto/flauto diritto, violino/oboe, violino, fagotto/violoncello e basso continuo "Il gardellino" | D dur  |      |                                        | viz RV 428                    |
| RV 91  | Concerto per flauto, violino, fagotto e basso continuo                                                                  | D dur  |      |                                        |                               |
| RV 92  | Concerto per flauto diritto, violino, fagotto e basso continuo                                                          | D dur  |      |                                        |                               |
| RV 93  | Concerto per liuto, 2 violini e basso continuo                                                                          | D dur  |      | věnováno Janu Josefovi hraběti z Vrtby |                               |
| RV 94  | Concerto per flauto diritto, oboe, violino, fagotto e basso continuo                                                    | D dur  |      |                                        |                               |
| RV 95  | Concerto per flauto diritto/violino, oboe/violino, violino, fagotto e basso continuo "La pastorella"                    | D dur  |      |                                        |                               |
| RV 96  | Concerto per flauto, violino, fagotto e basso continuo (clavicembalo)                                                   | d moll |      |                                        | bez titulu                    |
| RV 97  | Concerto per viola d'amore, 2 corni, 2 oboi, fagotto e basso continuo                                                   | F dur  |      |                                        |                               |
| RV 98  | Concerto per flauto, oboe, violino, fagotto e basso continuo "Tempesta di mare"                                         | F dur  |      |                                        | viz RV 433 a RV 570           |
| RV 99  | Concerto per flauto, oboe, violino, fagotto e basso continuo                                                            | F dur  |      |                                        | viz RV 571                    |
| RV 100 | Concerto per flauto, violino, fagotto e basso continuo                                                                  | F dur  |      |                                        |                               |
| RV 101 | Concerto per flauto diritto, oboe, violino, fagotto e basso continuo                                                    | G dur  |      |                                        | II. věta v RV 242, viz RV 437 |
| RV 102 | Concerto per flauto, 2 violini e basso continuo                                                                         | G dur  |      |                                        | sporná autenticita            |
| RV 103 | Concerto per flauto diritto, oboe, fagotto e basso continuo                                                             | g moll |      |                                        |                               |
| RV 104 | Concerto per flauto/violino, 2 violini, fagotto e basso continuo "La notte"                                             | g moll |      |                                        | viz RV 439                    |
| RV 105 | Concerto per flauto diritto, oboe, violino, fagotto e basso continuo                                                    | g moll |      |                                        |                               |
| RV 106 | Concerto per flauto/violino, violino, fagotto, violoncello e basso continuo                                             | g moll |      |                                        | ve dvou různých verzích       |
| RV 107 | Concerto per flauto, oboe, violino, fagotto e basso continuo                                                            | g moll |      |                                        |                               |
| RV 108 | Concerto per flauto diritto, 2 violini e basso continuo                                                                 | a moll |      |                                        |                               |

### Koncerty asinfonieprosmyčcový orchestr(RV 109-168)
| Číslo             | Titul                                                        | Tónina | Opus                | Věnováno | Poznámka                                                      |
| ----------------- | ------------------------------------------------------------ | ------ | ------------------- | -------- | ------------------------------------------------------------- |
| RV 109            | Concerto per archi basso continuo                            | C dur  |                     |          |                                                               |
| RV 110            | Concerto per archi e basso continuo                          | C dur  |                     |          | II. věta v RV 537                                             |
| RV 111            | Concerto per archi e basso continuo (clavicembalo)           | C dur  |                     |          | včleněno do RV 717                                            |
| RV 111a           | Sinfonia per archi e basso continuo (clavicembalo)           | C dur  |                     |          | včleněno do RV 717, II. věta se liší od RV 111                |
| RV 112            | Sinfonia per archi e basso continuo (clavicembalo)           | C dur  |                     |          |                                                               |
| RV 113            | Concerto per archi e basso continuo (organo)                 | C dur  |                     |          |                                                               |
| RV 114            | Concerto per archi e basso continuo (clavicembalo)           | C dur  |                     |          |                                                               |
| RV 115            | Concerto ripieno per archi e basso continuo                  | C dur  |                     |          |                                                               |
| RV 116            | Sinfonia per archi e basso continuo (clavicembalo)           | C dur  |                     |          |                                                               |
| RV 117            | Concerto per archi e basso continuo                          | C dur  |                     |          | včleněno do RV 693 a do finále z RV 711                       |
| RV 118            | Concerto per archi e basso continuo                          | c moll |                     |          |                                                               |
| RV 119            | Concerto per archi e basso continuo (clavicembalo)           | c moll |                     |          |                                                               |
| RV 120            | Concerto per archi e basso continuo                          | c moll |                     |          |                                                               |
| RV 121            | Concerto per archi e basso continuo (clavicembalo)           | D dur  |                     |          |                                                               |
| RV 122            | Sinfonia per archi e basso continuo (clavicembalo)           | D dur  |                     |          |                                                               |
| RV 123            | Concerto per archi e basso continuo                          | D dur  |                     |          |                                                               |
| RV 124            | Concerto per archi e basso continuo (organo)                 | D dur  | Opus 12 č. 3 (1729) |          |                                                               |
| RV 125            | Sinfonia per archi e basso continuo                          | D dur  |                     |          | inc.                                                          |
| RV 126            | Concerto per archi e basso continuo                          | D dur  |                     |          | inc., II. věta v RV 153                                       |
| RV 127            | Concerto per archi e basso continuo (clavicembalo)           | d moll |                     |          |                                                               |
| RV 128            | Concerto per archi e basso continuo                          | d moll |                     |          |                                                               |
| RV 129            | Concerto per archi e basso continuo "Madrigalesco"           | d moll |                     |          |                                                               |
| RV 131            | Sinfonia per archi e basso continuo (clavicembalo)           | E dur  |                     |          |                                                               |
| RV 132            | Sinfonia per archi e basso continuo                          | E dur  |                     |          | sporná autenticita, připisováno Johannu Gottliebu Janitschovi |
| RV 133            | Concerto per archi e basso continuo (clavicembalo)           | e moll |                     |          |                                                               |
| RV 134            | Sinfonia/concerto per archi e basso continuo                 | e moll |                     |          |                                                               |
| RV 135            | Sinfonia per archi e basso continuo                          | F dur  |                     |          |                                                               |
| RV 136            | Concerto per archi e basso continuo (clavicembalo)           | F dur  |                     |          |                                                               |
| RV 137            | Sinfonia per archi e basso continuo (clavicembalo)           | F dur  |                     |          |                                                               |
| RV 138            | Concerto per archi e basso continuo                          | F dur  |                     |          |                                                               |
| RV 139            | Concerto per archi e basso continuo                          | F dur  |                     |          | viz RV 543                                                    |
| RV 140            | Sinfonia/concerto per archi e basso continuo (clavicembalo)  | F dur  |                     |          |                                                               |
| RV 141            | Concerto per archi e basso continuo                          | F dur  |                     |          |                                                               |
| RV 142            | Concerto per archi e basso continuo                          | F dur  |                     |          |                                                               |
| RV 143            | Concerto per archi e basso continuo                          | f moll |                     |          |                                                               |
| RV 144/RV Anh. 70 | Introdutione per archi e basso continuo                      | G dur  |                     |          | sporná autenticita (snad od Giuseppa Tartiniho)               |
| RV 145            | Concerto per archi e basso continuo                          | G dur  |                     |          |                                                               |
| RV 146            | Sinfonia per 3 violini/archi e basso continuo (clavicembalo) | G dur  |                     |          | ve dvou verzích pro různé soubory                             |
| RV 147            | Sinfonia per archi e basso continuo                          | G dur  |                     |          |                                                               |
| RV 148/RV Anh. 68 | Sinfonia per archi e basso continuo                          | G dur  |                     |          | sporná autenticita (snad od Domenica Galla)                   |
| RV 149            | Sinfonia per archi e basso continuo (clavicembalo)           | G dur  |                     |          |                                                               |
| RV 150            | Concerto per archi e basso continuo (clavicembalo)           | G dur  |                     |          |                                                               |
| RV 151            | Concerto per archi e basso continuo "Alla rustica"           | G dur  |                     |          | s přid. 2. hobojem ve III. větě                               |
| RV 152            | Concerto ripieno per archi e basso continuo (clavicembalo)   | g moll |                     |          |                                                               |
| RV 153            | Concerto per archi e basso continuo                          | g moll |                     |          | II. věta v RV 126                                             |
| RV 154            | Concerto per archi e basso continuo (clavicembalo)           | g moll |                     |          |                                                               |
| RV 155            | Concerto per archi e basso continuo                          | g moll |                     |          | s přidanými sólovými houslemi ve III. a IV. větě              |
| RV 156            | Concerto per archi e basso continuo                          | g moll |                     |          |                                                               |
| RV 157            | Concerto per archi e basso continuo (clavicembalo)           | g moll |                     |          |                                                               |
| RV 158            | Concerto ripieno per archi e basso continuo                  | A dur  |                     |          |                                                               |
| RV 159            | Concerto per archi e basso continuo (clavicembalo)           | A dur  |                     |          | 2 sólové housle, sólové violoncello ve III. větě              |
| RV 160            | Concerto per archi e basso continuo (clavicembalo)           | A dur  |                     |          |                                                               |
| RV 161            | Concerto per archi e basso continuo                          | a moll |                     |          |                                                               |
| RV 162            | Sinfonia per archi e basso continuo (clavicembalo)           | B dur  |                     |          |                                                               |
| RV 163            | Concerto per archi e basso continuo "Conca"                  | B dur  |                     |          |                                                               |
| RV 164            | Concerto per archi e basso continuo (clavicembalo)           | B dur  |                     |          |                                                               |
| RV 165            | Concerto per archi e basso continuo                          | B dur  |                     |          | publikováno u Ricordiho pro housle, smyčce a bc               |
| RV 166            | Concerto per archi e basso continuo                          | B dur  |                     |          |                                                               |
| RV 167            | Concerto per archi e basso continuo                          | B dur  |                     |          |                                                               |
| RV 168            | Sinfonia per archi e basso continuo (clavicembalo)           | h moll |                     |          |                                                               |

### Sólové koncerty (pro jeden nástroj)

#### Koncerty pro housle, smyčcový orchestr a basso continuo (RV 170-391)
| Číslo   | Titul                                                                        | Tónina | Opus                                                                    | Věnováno                                                                       | Poznámka                                                                                       |
| ------- | ---------------------------------------------------------------------------- | ------ | ----------------------------------------------------------------------- | ------------------------------------------------------------------------------ | ---------------------------------------------------------------------------------------------- |
| RV 170  |                                                                              | C dur  |                                                                         |                                                                                |                                                                                                |
| RV 171  |                                                                              | C dur  |                                                                         | věnováno Jeho císařskému a katolickému veličenstvu                             |                                                                                                |
| RV 172  |                                                                              | C dur  |                                                                         | věnováno Johannu Georgu Pisendelovi                                            |                                                                                                |
| RV 172a |                                                                              | C dur  |                                                                         |                                                                                | inc.                                                                                           |
| RV 173  |                                                                              | C dur  | Opus 12 č. 4 (1729)                                                     |                                                                                |                                                                                                |
| RV 174  |                                                                              | C dur  |                                                                         |                                                                                | ztraceno                                                                                       |
| RV 175  |                                                                              | C dur  |                                                                         |                                                                                | in Witvogel 48 č. 3                                                                            |
| RV 176  |                                                                              | C dur  |                                                                         |                                                                                |                                                                                                |
| RV 177  |                                                                              | C dur  |                                                                         |                                                                                |                                                                                                |
| RV 178  |                                                                              | C dur  | Il cimento dell'armonia e dell'inventione: libro II Opus 8 č. 12 (1725) | věnováno hraběti Václavovi z Morzinu a jeho kapele v Praze                     | pův. pro hoboj (viz RV 449)                                                                    |
| RV 179  |                                                                              | C dur  |                                                                         |                                                                                | v VI Concerti a 5 stromenti č. 3 (Amsterdam 1736), viz RV 581                                  |
| RV 179a | Concerto Per S.ra Anna Maria                                                 | C dur  |                                                                         |                                                                                | inc., III. věta se liší od RV 179, Benátská konzervatoř                                        |
| RV 180  | Il piacere                                                                   | C dur  | Il cimento dell'armonia e dell'inventione: libro I Opus 8 č. 6 (1725)   | věnováno hraběti Václavovi z Morzinu a jeho kapele v Praze                     |                                                                                                |
| RV 181  |                                                                              | C dur  |                                                                         |                                                                                |                                                                                                |
| RV 181a |                                                                              | C dur  | La cetra: libro I Opus 9 č. 1 (1727)                                    |                                                                                | III. věta shodná s RV 183                                                                      |
| RV 182  |                                                                              | C dur  |                                                                         |                                                                                |                                                                                                |
| RV 183  |                                                                              | C dur  |                                                                         |                                                                                | III. věta v RV 181a                                                                            |
| RV 184  |                                                                              | C dur  |                                                                         |                                                                                | hoboj?                                                                                         |
| RV 185  |                                                                              | C dur  | La stravaganza: libro II Opus 4 č. 7 (1716)                             |                                                                                | VI. věta pro smyčce, 2 housle a sólová violoncella                                             |
| RV 186  |                                                                              | C dur  |                                                                         |                                                                                |                                                                                                |
| RV 187  |                                                                              | C dur  |                                                                         |                                                                                |                                                                                                |
| RV 188  | "Concerto for violin, strings & bc No.2"                                     | C dur  | Opus 7 č. 2 (1720)                                                      |                                                                                |                                                                                                |
| RV 189  |                                                                              | C dur  |                                                                         |                                                                                | in Witvogel 35 č. 1, 6 Concerti a cinque stromenti č. 1                                        |
| RV 190  |                                                                              | C dur  |                                                                         |                                                                                |                                                                                                |
| RV 191  |                                                                              | C dur  |                                                                         |                                                                                |                                                                                                |
| RV 192  | Sinfonia                                                                     | C dur  |                                                                         |                                                                                | 2 sólové housle v I. větě                                                                      |
| RV 192a | Sinfonia                                                                     | C dur  |                                                                         |                                                                                | 2 sólové housle v I. větě, III. věta se liší od RV 192                                         |
| RV 193  |                                                                              | C dur  |                                                                         |                                                                                | ztraceno                                                                                       |
| RV 194  |                                                                              | C dur  |                                                                         |                                                                                |                                                                                                |
| RV 195  |                                                                              | C dur  |                                                                         |                                                                                | v VI Concerts à 5 & 6 instruments č. 6 (Amsterdam 1736)                                        |
| RV 196  |                                                                              | c moll | La stravaganza: libro II Opus 4 č. 10 (1716)                            |                                                                                |                                                                                                |
| RV 197  |                                                                              | c moll |                                                                         |                                                                                |                                                                                                |
| RV 198  |                                                                              | c moll |                                                                         |                                                                                |                                                                                                |
| RV 198a |                                                                              | c moll | La cetra: libro I Opus 9 č. 11 (1727)                                   |                                                                                | II. věta se liší od RV 198                                                                     |
| RV 199  |                                                                              | c moll |                                                                         |                                                                                |                                                                                                |
| RV 199  | Il sospetto                                                                  | c moll |                                                                         |                                                                                |                                                                                                |
| RV 200  |                                                                              | c moll |                                                                         |                                                                                | ztraceno                                                                                       |
| RV 201  |                                                                              | c moll |                                                                         |                                                                                |                                                                                                |
| RV 202  |                                                                              | c moll | Opus 11 č. 5 (1729)                                                     |                                                                                |                                                                                                |
| RV 203  |                                                                              | D dur  |                                                                         |                                                                                | inc                                                                                            |
| RV 204  |                                                                              | D dur  | La stravaganza: libro II Opus 4 č. 11 (1716)                            | 2 sólové housle ve III. větě                                                   |                                                                                                |
| RV 205  |                                                                              | D dur  | věnováno Johannu Georgu Pisendelovi                                     |                                                                                | II. věta v RV 212                                                                              |
| RV 206  |                                                                              | D dur  |                                                                         |                                                                                |                                                                                                |
| RV 207  |                                                                              | D dur  | Opus 11 č. 1 (1729)                                                     |                                                                                |                                                                                                |
| RV 208  | Grosso Mogul                                                                 | D dur  |                                                                         |                                                                                | kadence publikované M. Grattonim, Udine                                                        |
| RV 208a | "Concerto for Violin No.11"                                                  | D dur  | Opus 7 č. 11 (1720)                                                     |                                                                                | II. věta se liší od RV 208, I a III. věta bez kadence, přepis BWV 594 Johanna Sebastiana Bacha |
| RV 209  |                                                                              | D dur  |                                                                         |                                                                                |                                                                                                |
| RV 210  |                                                                              | D dur  | Il cimento dell'armonia e dell'inventione: libro II Opus 8 č. 11 (1725) | věnováno hraběti Václavovi z Morzinu a jeho kapele v Praze                     |                                                                                                |
| RV 211  |                                                                              | D dur  |                                                                         |                                                                                |                                                                                                |
| RV 212  | Concerto fatto per la solennità della S. Lingua di S. Antonio in Padova 1712 | D dur  |                                                                         |                                                                                | (2 ob), inc.                                                                                   |
| RV 212a |                                                                              | D dur  |                                                                         |                                                                                | odlišná II. věta                                                                               |
| RV 213  |                                                                              | D dur  |                                                                         |                                                                                |                                                                                                |
| RV 213a | Concerto per la S.ra Anna Maria                                              | D dur  |                                                                         |                                                                                | III. věta se liší od RV 213, Benátská konzervatoř                                              |
| RV 214  | "Concerto for Violin No.12"                                                  | D dur  | Opus 7 č. 12 (1720)                                                     |                                                                                | inizialmente připisováno Domenicu Gallovi                                                      |
| RV 215  |                                                                              | D dur  |                                                                         |                                                                                |                                                                                                |
| RV 216  |                                                                              | D dur  | Opus 6 č. 4 (1719)                                                      |                                                                                |                                                                                                |
| RV 217  |                                                                              | D dur  |                                                                         |                                                                                |                                                                                                |
| RV 218  |                                                                              | D dur  |                                                                         |                                                                                |                                                                                                |
| RV 219  |                                                                              | D dur  |                                                                         |                                                                                |                                                                                                |
| RV 220  |                                                                              | D dur  |                                                                         |                                                                                | v Concerti a cinque č. 6 (Amsterdam 1717)                                                      |
| RV 221  | Violino in tromba [marina]                                                   | D dur  |                                                                         |                                                                                |                                                                                                |
| RV 222  |                                                                              | D dur  |                                                                         |                                                                                |                                                                                                |
| RV 223  |                                                                              | D dur  |                                                                         |                                                                                | viz RV 762                                                                                     |
| RV 224  |                                                                              | D dur  |                                                                         |                                                                                |                                                                                                |
| RV 224a |                                                                              | D dur  |                                                                         |                                                                                | II. věta se liší od RV 224, viz RV 772                                                         |
| RV 225  |                                                                              | D dur  |                                                                         |                                                                                |                                                                                                |
| RV 226  |                                                                              | D dur  |                                                                         |                                                                                |                                                                                                |
| RV 227  |                                                                              | D dur  |                                                                         |                                                                                |                                                                                                |
| RV 228  |                                                                              | D dur  |                                                                         |                                                                                |                                                                                                |
| RV 229  |                                                                              | D dur  |                                                                         |                                                                                | II. a III. věta, viz RV 755                                                                    |
| RV 230  |                                                                              | D dur  | L'estro armonico: libro II Opus 3 č. 9 (1711)                           |                                                                                | přepis BWV 972 Johanna Sebastiana Bacha                                                        |
| RV 231  |                                                                              | D dur  |                                                                         |                                                                                |                                                                                                |
| RV 232  |                                                                              | D dur  |                                                                         |                                                                                |                                                                                                |
| RV 233  |                                                                              | D dur  |                                                                         |                                                                                |                                                                                                |
| RV 234  | L'inquietudine Concerto                                                      | D dur  |                                                                         |                                                                                |                                                                                                |
| RV 235  |                                                                              | d moll |                                                                         |                                                                                |                                                                                                |
| RV 236  |                                                                              | d moll | Il cimento dell'armonia e dell'inventione: libro II Opus 8 č. 9 (1725)  | věnováno hraběti Václavovi z Morzinu a jeho kapele v Praze                     | pro hoboj jako RV 454                                                                          |
| RV 237  |                                                                              | d moll |                                                                         | věnováno Johannu Georgu Pisendelovi                                            |                                                                                                |
| RV 238  |                                                                              | d moll | La cetra: libro II Opus 9 č. 8 (1727)                                   |                                                                                |                                                                                                |
| RV 239  |                                                                              | d moll | Opus 6 č. 6 (1719)                                                      |                                                                                |                                                                                                |
| RV 240  |                                                                              | d moll |                                                                         |                                                                                |                                                                                                |
| RV 241  |                                                                              | d moll |                                                                         |                                                                                |                                                                                                |
| RV 242  |                                                                              | d moll | Il cimento dell'armonia e dell'inventione: libro II Opus 8 č. 7 (1725)  | věnováno Johannu Georgu Pisendelovi                                            | II. věta v RV 101                                                                              |
| RV 243  | Violino senza cantin                                                         | d moll |                                                                         |                                                                                |                                                                                                |
| RV 244  |                                                                              | d moll | Opus 12 č. 2 (1729)                                                     |                                                                                |                                                                                                |
| RV 245  | Concerto Originale del quale non vi è altra copia                            | d moll |                                                                         |                                                                                |                                                                                                |
| RV 246  |                                                                              | d moll |                                                                         |                                                                                |                                                                                                |
| RV 247  |                                                                              | d moll |                                                                         |                                                                                |                                                                                                |
| RV 248  |                                                                              | d moll |                                                                         |                                                                                |                                                                                                |
| RV 249  |                                                                              | d moll | La stravaganza: libro II Opus 4 č. 8 (1716)                             |                                                                                |                                                                                                |
| RV 250  |                                                                              | Es dur |                                                                         |                                                                                |                                                                                                |
| RV 251  |                                                                              | Es dur |                                                                         |                                                                                |                                                                                                |
| RV 252  |                                                                              | Es dur |                                                                         |                                                                                |                                                                                                |
| RV 253  | La Tempesta di Mare                                                          | Es dur | Il cimento dell'armonia e dell'inventione: libro I Opus 8 č. 5 (1725)   | věnováno hraběti Václavovi z Morzinu a jeho kapele v Praze                     |                                                                                                |
| RV 254  |                                                                              | Es dur |                                                                         |                                                                                |                                                                                                |
| RV 255  |                                                                              | Es dur |                                                                         |                                                                                | ztraceno, katalog Moravského zemského muzea v Brně                                             |
| RV 256  | Il Ritiro                                                                    | Es dur |                                                                         |                                                                                |                                                                                                |
| RV 257  |                                                                              | Es dur |                                                                         |                                                                                |                                                                                                |
| RV 258  |                                                                              | Es dur |                                                                         |                                                                                |                                                                                                |
| RV 259  |                                                                              | Es dur | Opus 6 č. 2 (1719)                                                      |                                                                                | katalog Moravského zemského muzea v Brně                                                       |
| RV 260  |                                                                              | Es dur |                                                                         |                                                                                |                                                                                                |
| RV 261  |                                                                              | Es dur |                                                                         |                                                                                | 2 sólové housle v I. větě                                                                      |
| RV 262  |                                                                              | Es dur |                                                                         |                                                                                |                                                                                                |
| RV 263  |                                                                              | E dur  |                                                                         |                                                                                |                                                                                                |
| RV 263a |                                                                              | E dur  | La cetra: libro I Opus 9 č. 4 (1727)                                    |                                                                                | III. věta se liší od RV 263, viz RV 762                                                        |
| RV 264  |                                                                              | E dur  |                                                                         |                                                                                |                                                                                                |
| RV 265  |                                                                              | E dur  | L'estro armonico: libro II Opus 3 č. 12 (1711)                          |                                                                                | přepis BWV 976 Johanna Sebastiana Bacha                                                        |
| RV 266  |                                                                              | E dur  |                                                                         |                                                                                |                                                                                                |
| RV 267  |                                                                              | E dur  |                                                                         |                                                                                |                                                                                                |
| RV 267a | Concerto Per Sig.ra Anna Maria                                               | E dur  |                                                                         |                                                                                | II. věta se liší od RV 267, inc., Benátská konzervatoř                                         |
| RV 268  |                                                                              | E dur  |                                                                         |                                                                                |                                                                                                |
| RV 269  | La primavera                                                                 | E dur  | Il cimento dell'armonia e dell'inventione: libro I Opus 8 č. 1 (1725)   | věnováno hraběti Václavovi z Morzinu a jeho kapele v Praze                     |                                                                                                |
| RV 270  | Il riposo Per il S. Natale                                                   | E dur  |                                                                         |                                                                                |                                                                                                |
| RV 270a | Concerto sordin                                                              | E dur  |                                                                         |                                                                                | II. věta se liší od RV 270, inc., Benátská konzervatoř                                         |
| RV 271  | L'amoroso                                                                    | E dur  |                                                                         |                                                                                |                                                                                                |
| RV 273  |                                                                              | e moll |                                                                         |                                                                                | katalog Moravského zemského muzea v Brně                                                       |
| RV 274  |                                                                              | e moll |                                                                         |                                                                                | zpochybněno?                                                                                   |
| RV 275  |                                                                              | e moll |                                                                         |                                                                                | v J. Roger 433 č. 12, Concerti a cinque č. 12 (Amsterdam 1717)                                 |
| RV 275a |                                                                              | e moll |                                                                         |                                                                                | II. věta se liší od RV 275, sporná autenticita, pro flétnu jako RV 430                         |
| RV 276  |                                                                              | e moll |                                                                         |                                                                                | v Concerts à 5, 6 & 7 instruments č. 1 (Amsterdam 1714)                                        |
| RV 277  | Il favorito                                                                  | e moll | Opus 11 č. 2 (1729)                                                     |                                                                                |                                                                                                |
| RV 278  |                                                                              | e moll |                                                                         |                                                                                |                                                                                                |
| RV 279  |                                                                              | e moll | La stravaganza: libro I Opus 4 č. 2 (1716)                              |                                                                                |                                                                                                |
| RV 280  |                                                                              | e moll | Opus 6 č. 5 (1719)                                                      |                                                                                |                                                                                                |
| RV 281  |                                                                              | e moll |                                                                         |                                                                                |                                                                                                |
| RV 282  |                                                                              | F dur  |                                                                         |                                                                                |                                                                                                |
| RV 283  |                                                                              | F dur  |                                                                         |                                                                                |                                                                                                |
| RV 284  |                                                                              | F dur  | La stravaganza: libro II Opus 4 č. 9 (1716)                             |                                                                                | I. věta v RV 285                                                                               |
| RV 285  |                                                                              | F dur  |                                                                         |                                                                                | I. věta v RV 775 a 284                                                                         |
| RV 285a | "Concerto for Violin No.5"                                                   | F dur  | Opus 7 č. 5 (1720)                                                      |                                                                                | I. věta RV 285                                                                                 |
| RV 286  | Concerto per la solennità di S. Lorenzo                                      | F dur  |                                                                         | věnováno Anně Marii della Pietà                                                | Manchesterská knihovna                                                                         |
| RV 287  |                                                                              | F dur  |                                                                         |                                                                                |                                                                                                |
| RV 288  |                                                                              | F dur  |                                                                         |                                                                                |                                                                                                |
| RV 289  |                                                                              | F dur  |                                                                         |                                                                                |                                                                                                |
| RV 290  |                                                                              | F dur  |                                                                         |                                                                                | ztraceno, katalog Moravského zemského muzea v Brně                                             |
| RV 291  |                                                                              | F dur  | La stravaganza: libro I Opus 4 č. 6 (1716)                              |                                                                                | II. věta v RV 357                                                                              |
| RV 292  |                                                                              | F dur  |                                                                         |                                                                                | připisováno F. Chellerimu                                                                      |
| RV 293  | L'autunno                                                                    | F dur  | Il cimento dell'armonia e dell'inventione: libro I Opus 8 č. 3 (1725)   | věnováno hraběti Václavovi z Morzinu a jeho kapele v Praze                     |                                                                                                |
| RV 294  | Il ritiro                                                                    | F dur  |                                                                         |                                                                                | II. věta, viz RV 22                                                                            |
| RV 294a | Concerto for Violin No. 10                                                   | F dur  | Opus 7 č. 10 (1720)                                                     |                                                                                | II. věta se liší od RV 294                                                                     |
| RV 295  |                                                                              | F dur  |                                                                         |                                                                                |                                                                                                |
| RV 296  |                                                                              | F dur  |                                                                         |                                                                                |                                                                                                |
| RV 297  | L'inverno                                                                    | f moll | Il cimento dell'armonia e dell'inventione: libro I Opus 8 č. 4 (1725)   | věnováno hraběti Václavovi z Morzinu a jeho kapele v Praze                     |                                                                                                |
| RV 298  |                                                                              | G dur  | La stravaganza: libro II Opus 4 č. 12 (1716)                            |                                                                                |                                                                                                |
| RV 299  | "Concerto for Violin No.8"                                                   | G dur  | Opus 7 č. 8 (1720)                                                      |                                                                                | přepis BWV 973 Johanna Sebastiana Bacha                                                        |
| RV 300  |                                                                              | G dur  | La cetra: libro II Opus 9 č. 10 (1727)                                  |                                                                                |                                                                                                |
| RV 301  |                                                                              | G dur  | La stravaganza: libro I Opus 4 č. 3 (1716)                              |                                                                                |                                                                                                |
| RV 302  |                                                                              | G dur  |                                                                         |                                                                                | anche připisováno G. B. Somis                                                                  |
| RV 303  |                                                                              | G dur  |                                                                         |                                                                                |                                                                                                |
| RV 304  |                                                                              | G dur  |                                                                         |                                                                                | ztraceno, katalog Moravského zemského muzea v Brně                                             |
| RV 305  |                                                                              | G dur  |                                                                         |                                                                                | ztraceno                                                                                       |
| RV 306  |                                                                              | G dur  |                                                                         |                                                                                |                                                                                                |
| RV 307  |                                                                              | G dur  |                                                                         |                                                                                |                                                                                                |
| RV 308  | Concerto Per Sig.ra Anna Maria                                               | G dur  | Opus 11 č. 4 (1729)                                                     |                                                                                | Benátská konzervatoř                                                                           |
| RV 309  | Il Mare tempestoso                                                           | G dur  |                                                                         |                                                                                | ztraceno                                                                                       |
| RV 310  |                                                                              | G dur  | L'estro armonico: libro I Opus 3 č. 3 (1711)                            |                                                                                | přepis BWV 978 Johanna Sebastiana Bacha                                                        |
| RV 311  | Violino in tromba [marina]                                                   | G dur  |                                                                         |                                                                                |                                                                                                |
| RV 312  |                                                                              | G dur  |                                                                         |                                                                                |                                                                                                |
| RV 313  | Violino in tromba [marina]                                                   | G dur  |                                                                         |                                                                                |                                                                                                |
| RV 314  |                                                                              | G dur  |                                                                         | věnováno Johannu Georgu Pisendelovi                                            | II. věta v RV 17a                                                                              |
| RV 314a |                                                                              | G dur  |                                                                         |                                                                                | II. věta se liší od RV 314                                                                     |
| RV 315  | L'estate                                                                     | g moll | Il cimento dell'armonia e dell'inventione: libro I Opus 8 č. 2 (1725)   | věnováno hraběti Václavovi z Morzinu a jeho kapele v Praze                     |                                                                                                |
| RV 316  |                                                                              | g moll |                                                                         |                                                                                | ztraceno                                                                                       |
| RV 316a |                                                                              | g moll | La stravaganza: libro I Opus 4 č. 6 (1716)                              |                                                                                | přepis BWV 975 Johanna Sebastiana Bacha, III. věta se liší od RV 316                           |
| RV 317  |                                                                              | g moll | Opus 12 č. 1 (1729)                                                     |                                                                                |                                                                                                |
| RV 318  |                                                                              | g moll | Opus 6 č. 3 (1719)                                                      |                                                                                |                                                                                                |
| RV 319  |                                                                              | g moll |                                                                         |                                                                                |                                                                                                |
| RV 320  |                                                                              | g moll |                                                                         |                                                                                | chybí několik taktů ze III. věty                                                               |
| RV 321  |                                                                              | g moll |                                                                         |                                                                                |                                                                                                |
| RV 322  |                                                                              | g moll |                                                                         |                                                                                | inc                                                                                            |
| RV 323  |                                                                              | g moll |                                                                         |                                                                                |                                                                                                |
| RV 324  |                                                                              | g moll | Opus 6 č. 1 (1719)                                                      |                                                                                |                                                                                                |
| RV 325  |                                                                              | g moll |                                                                         |                                                                                |                                                                                                |
| RV 326  | "Concerto for Violin No.3"                                                   | g moll | Opus 7 č. 3 (1720)                                                      |                                                                                |                                                                                                |
| RV 327  |                                                                              | g moll |                                                                         |                                                                                |                                                                                                |
| RV 328  |                                                                              | g moll |                                                                         |                                                                                |                                                                                                |
| RV 329  |                                                                              | g moll |                                                                         |                                                                                |                                                                                                |
| RV 330  |                                                                              | g moll |                                                                         |                                                                                |                                                                                                |
| RV 331  |                                                                              | g moll |                                                                         |                                                                                |                                                                                                |
| RV 332  |                                                                              | g moll | Il cimento dell'armonia e dell'inventione: libro II Opus 8 č. 8 (1725)  | věnováno hraběti Václavovi z Morzinu a jeho kapele v Praze                     |                                                                                                |
| RV 333  |                                                                              | g moll |                                                                         |                                                                                |                                                                                                |
| RV 334  |                                                                              | g moll | La cetra: libro I Opus 9 č. 3 (1727)                                    |                                                                                |                                                                                                |
| RV 335  | The cuckow [il cucù]                                                         | A dur  |                                                                         |                                                                                | v odlišné verzi (jedna s II. větou připisována Johannu Helmichu Romanovi), viz též RV 518      |
| RV 335a | Il rosignuolo                                                                | A dur  |                                                                         |                                                                                | II. věta se liší od RV 335                                                                     |
| RV 336  |                                                                              | A dur  | Opus 11 č. 3 (1729)                                                     |                                                                                |                                                                                                |
| RV 337  |                                                                              | A dur  |                                                                         |                                                                                | ztraceno, Moravské Muzeum (Brno)                                                               |
| RV 339  |                                                                              | A dur  |                                                                         |                                                                                |                                                                                                |
| RV 340  |                                                                              | A dur  |                                                                         | věnováno Johannu Georgu Pisendelovi                                            |                                                                                                |
| RV 341  |                                                                              | A dur  |                                                                         |                                                                                | in Witvogel 35 č. 4, 6 Concerti a cinque stromenti č. 4 (Amsterdam 1735)                       |
| RV 342  |                                                                              | A dur  |                                                                         |                                                                                |                                                                                                |
| RV 343  |                                                                              | A dur  |                                                                         |                                                                                |                                                                                                |
| RV 344  |                                                                              | A dur  |                                                                         |                                                                                |                                                                                                |
| RV 345  |                                                                              | A dur  | La cetra: libro I Opus 9 č. 2 (1719)                                    |                                                                                |                                                                                                |
| RV 346  |                                                                              | A dur  |                                                                         |                                                                                |                                                                                                |
| RV 347  |                                                                              | A dur  | La stravaganza: libro I Opus 4 č. 5 (1716)                              |                                                                                |                                                                                                |
| RV 348  |                                                                              | A dur  | La cetra: libro I Opus 9 č. 6 (1719)                                    |                                                                                |                                                                                                |
| RV 349  |                                                                              | A dur  |                                                                         |                                                                                |                                                                                                |
| RV 350  |                                                                              | A dur  |                                                                         |                                                                                |                                                                                                |
| RV 351  |                                                                              | A dur  |                                                                         |                                                                                | ztraceno                                                                                       |
| RV 352  |                                                                              | A dur  |                                                                         |                                                                                |                                                                                                |
| RV 353  |                                                                              | A dur  |                                                                         |                                                                                |                                                                                                |
| RV 354  | "Concerto for Violin No.4"                                                   | a moll | Opus 7 č. 4 (1720)                                                      |                                                                                |                                                                                                |
| RV 355  |                                                                              | a moll |                                                                         |                                                                                | sporná autenticita                                                                             |
| RV 356  |                                                                              | a moll | L'estro armonico: libro I Opus 3 č. 6 (1711)                            |                                                                                |                                                                                                |
| RV 357  |                                                                              | a moll | La stravaganza: libro I Opus 4 č. 4 (1716)                              |                                                                                | II. věta v RV 291                                                                              |
| RV 358  |                                                                              | a moll | La cetra: libro I Opus 9 č. 5 (1719)                                    |                                                                                | připisováno Piantanidovi                                                                       |
| RV 359  |                                                                              | B dur  | <>La cetra: libro II Opus 9 č. 7 (1719)                                 |                                                                                |                                                                                                |
| RV 360  |                                                                              | B dur  |                                                                         |                                                                                | inc                                                                                            |
| RV 361  |                                                                              | B dur  | Opus 12 č. 6 (1729                                                      |                                                                                |                                                                                                |
| RV 362  | La caccia                                                                    | B dur  | Il cimento dell'armonia e dell'inventione: libro II Opus 8 č. 10 (1725) | věnováno hraběti Václavovi z Morzinu a jeho kapele v Praze                     |                                                                                                |
| RV 363  | Il corneto da posta                                                          | B dur  |                                                                         |                                                                                |                                                                                                |
| RV 364  |                                                                              | B dur  |                                                                         |                                                                                | v Concerti a cinque č. 8 (Amsterdam 1717)                                                      |
| RV 364a |                                                                              | B dur  |                                                                         |                                                                                | v L'Élite des Concerto Italiens č. 1 (1742-1751), II. věta se liší od RV 364                   |
| RV 365  |                                                                              | B dur  |                                                                         |                                                                                |                                                                                                |
| RV 366  | Il Carbonelli                                                                | B dur  |                                                                         |                                                                                |                                                                                                |
| RV 367  |                                                                              | B dur  |                                                                         |                                                                                | katalog Moravského zemského muzea v Brně                                                       |
| RV 368  |                                                                              | B dur  |                                                                         |                                                                                |                                                                                                |
| RV 369  |                                                                              | B dur  |                                                                         |                                                                                | doplněno houslové sólo v I. větě a 2 sólové housle ve II. větě                                 |
| RV 370  | "Concerto for violin, strings and continuo"                                  | B dur  | La Serenissima                                                          |                                                                                |                                                                                                |
| RV 371  |                                                                              | B dur  |                                                                         |                                                                                | katalog Moravského zemského muzea v Brně                                                       |
| RV 372  |                                                                              | B dur  |                                                                         |                                                                                |                                                                                                |
| RV 373  | "Concerto for Violin No.9"                                                   | B dur  | Opus 7 č. 9 (1720)                                                      |                                                                                | sporná autenticita                                                                             |
| RV 374  | "Concerto for Oboe No.6"                                                     | B dur  | Opus 7 č. 6 (1720)                                                      |                                                                                |                                                                                                |
| RV 375  |                                                                              | B dur  |                                                                         |                                                                                |                                                                                                |
| RV 376  |                                                                              | B dur  |                                                                         |                                                                                |                                                                                                |
| RV 377  |                                                                              | B dur  |                                                                         |                                                                                |                                                                                                |
| RV 378  |                                                                              | B dur  |                                                                         |                                                                                | inc. (pouze část I. věty)                                                                      |
| RV 379  |                                                                              | B dur  | Opus 12 č. 5 (1729)                                                     |                                                                                | přidáno houslové sólo ve III. větě                                                             |
| RV 380  |                                                                              | B dur  |                                                                         |                                                                                |                                                                                                |
| RV 381  |                                                                              | B dur  |                                                                         |                                                                                | viz též RV 528, přepis BWV 980 Johanna Sebastiana Bacha                                        |
| RV 382  |                                                                              | B dur  |                                                                         |                                                                                |                                                                                                |
| RV 383  |                                                                              | B dur  |                                                                         |                                                                                | doplněno houslové sólo v I. větě                                                               |
| RV 383a |                                                                              | B dur  | La stravaganza: libro I Opus 4 č. 1 (1716)                              | I. věta se liší od RV 383, viz RV 381, přepis BWV 980 Johanna Sebastiana Bacha |                                                                                                |
| RV 384  |                                                                              | h moll |                                                                         |                                                                                |                                                                                                |
| RV 385  |                                                                              | h moll |                                                                         |                                                                                | sporná autenticita                                                                             |
| RV 386  |                                                                              | h moll |                                                                         |                                                                                |                                                                                                |
| RV 387  | Concerto Per Sig.ra Anna Maria                                               | h moll |                                                                         |                                                                                | Benátská konzervatoř                                                                           |
| RV 388  |                                                                              | h moll |                                                                         |                                                                                |                                                                                                |
| RV 389  |                                                                              | h moll |                                                                         |                                                                                |                                                                                                |
| RV 390  |                                                                              | h moll |                                                                         |                                                                                | katalog Moravského zemského muzea v Brně                                                       |
| RV 391  |                                                                              | h moll | La cetra: libro II Opus 9 č. 12 (1719)                                  |                                                                                | doplněno houslové sólo v I. větě                                                               |

#### Koncerty proviolu d'amore, smyčcový orchestr a basso continuo (RV 392-397)
| Číslo   | Titul | Tónina | Opus | Věnováno | Poznámka                                                                       |
| ------- | ----- | ------ | ---- | -------- | ------------------------------------------------------------------------------ |
| RV 392  |       | D dur  |      |          |                                                                                |
| RV 393  |       | d moll |      |          | zmínka o Anně Marii v označení « AMore », použito v RV 769                     |
| RV 394  |       | d moll |      |          |                                                                                |
| RV 395  |       | d moll |      |          |                                                                                |
| RV 395a |       | d moll |      |          | viz RV 770                                                                     |
| RV 396  |       | A dur  |      |          | použito v RV 768                                                               |
| RV 397  |       | a moll |      |          | doplněny 2 housle a viola ve II. větě, zmínka o Anně Marii v označení « AMor » |

#### Koncerty pro violoncello, smyčcový orchestr a basso continuo (RV 398-424)
| Číslo  | Titul | Tónina | Poznámka | Ostatní informace     |
| ------ | ----- | ------ | -------- | --------------------- |
| RV 398 |       | C dur  |          |                       |
| RV 399 |       | C dur  |          |                       |
| RV 400 |       | C dur  |          |                       |
| RV 401 |       | c moll |          |                       |
| RV 402 |       | c moll |          |                       |
| RV 403 |       | D dur  |          |                       |
| RV 404 |       | D dur  |          |                       |
| RV 405 |       | d moll |          |                       |
| RV 406 |       | d moll |          |                       |
| RV 407 |       | d moll |          |                       |
| RV 408 |       | Es dur |          |                       |
| RV 409 |       | e moll |          |                       |
| RV 410 |       | F dur  |          |                       |
| RV 411 |       | F dur  |          |                       |
| RV 412 |       | F dur  |          |                       |
| RV 413 |       | G dur  |          |                       |
| RV 414 |       | G dur  |          | = RV 438              |
| RV 415 |       | G dur  |          | autorství zpochybněno |
| RV 416 |       | g moll |          |                       |
| RV 417 |       | g moll |          |                       |
| RV 418 |       | a moll |          |                       |
| RV 419 |       | a moll |          |                       |
| RV 420 |       | a moll |          |                       |
| RV 421 |       | a moll |          |                       |
| RV 422 |       | a moll |          |                       |
| RV 423 |       | B dur  |          |                       |
| RV 424 |       | h moll |          |                       |

#### Koncert promandolínua smyčcový orchestr (RV 425)
| Číslo  | Titul | Tónina | Opus | Věnováno | Poznámka |
| ------ | ----- | ------ | ---- | -------- | -------- |
| RV 425 |       | C dur  |      |          |          |

#### Koncerty propříčnou flétnua smyčcový orchestr (RV 426-440)
| Číslo   | Titul               | Tónina | Opus                | Věnováno | Poznámka                                               |
| ------- | ------------------- | ------ | ------------------- | -------- | ------------------------------------------------------ |
| RV 426  |                     | D dur  |                     |          | sporná autenticita                                     |
| RV 427  |                     | D dur  |                     |          |                                                        |
| RV 428  | Il gardellino       | D dur  | Opus 10 č. 3 (1729) |          | viz též RV 90                                          |
| RV 429  |                     | D dur  |                     |          | doplněno o sólové housle ve II. větě                   |
| RV 430  |                     | e moll |                     |          | pro housle jako RV 275a                                |
| RV 431  |                     | e moll |                     |          | inc.                                                   |
| RV 431a | Il Gran Mogol       | e moll |                     |          |                                                        |
| RV 432  |                     | e moll |                     |          | inc.                                                   |
| RV 433  | La tempesta di mare | F dur  | Opus 10 č. 1 (1729) |          | viz RV 98 a RV 570                                     |
| RV 434  |                     | F dur  | Opus 10 č. 5 (1729) |          | přepracovaná verze RV 442 - II. věta transp. do g moll |
| RV 435  |                     | G dur  | Opus 10 č. 4 (1729) |          |                                                        |
| RV 436  |                     | G dur  |                     |          |                                                        |
| RV 437  |                     | G dur  | Opus 10 č. 6 (1729) |          | viz též RV 101                                         |
| RV 438  |                     | G dur  |                     |          | viz též RV 414                                         |
| RV 439  | La notte            | g moll | Opus 10 č. 2 (1729) |          | viz též RV 104                                         |
| RV 440  |                     | a moll |                     |          |                                                        |

#### Koncerty prozobcovou flétnu, smyčcový orchestr a basso continuo (RV 441-442)
| Číslo  | Titul | Tónina | Opus | Věnováno | Poznámka         |
| ------ | ----- | ------ | ---- | -------- | ---------------- |
| RV 441 |       | c moll |      |          |                  |
| RV 442 |       | F dur  |      |          | použito v RV 434 |

#### Koncerty pro malou zobcovou flétnu, smyčcový orchestr a basso continuo (RV 443-445)
| Číslo  | Titul | Tónina        | Opus | Věnováno | Poznámka |
| ------ | ----- | ------------- | ---- | -------- | -------- |
| RV 443 |       | G dur / C dur |      |          |          |
| RV 444 |       | C dur         |      |          |          |
| RV 445 |       | a moll        |      |          |          |

#### Koncerty prohoboj, smyčcový orchestr a basso continuo (RV 446-465)
| Číslo              | Titul                             | Tónina | Opus                                                                    | Věnováno                    | Poznámka                                         |
| ------------------ | --------------------------------- | ------ | ----------------------------------------------------------------------- | --------------------------- | ------------------------------------------------ |
| RV 446             |                                   | C dur  |                                                                         |                             | sporná autenticita                               |
| RV 447             |                                   | C dur  |                                                                         |                             | viz též RV 470 a 448                             |
| RV 448             | Conto P Fag accomodato P Hautbois | C dur  |                                                                         |                             | viz též RV 447 a 470                             |
| RV 449             |                                   | C dur  | Il cimento dell'armonia e dell'inventione: libro II Opus 8 č. 12 (1725) |                             | pro housle jako RV 178                           |
| RV 450             | P Fag: ridotto P Haut             | C dur  |                                                                         |                             | přepracovaná verze RV 471                        |
| RV 451             |                                   | C dur  |                                                                         |                             |                                                  |
| RV 452             |                                   | C dur  |                                                                         |                             |                                                  |
| RV 453             |                                   | D dur  |                                                                         |                             |                                                  |
| RV 454             |                                   | d moll | Il cimento dell'armonia e dell'inventione: libro II Opus 8 č. 9 (1725)  |                             | pro housle jako RV 236                           |
| RV 455             |                                   | F dur  |                                                                         | věnováno saskému kurfiřtovi |                                                  |
| RV 456             |                                   | F dur  |                                                                         |                             | v Harmonia mundi č. 5 (1728), sporná autenticita |
| RV 457             | P Fag: ridotto P Haut             | F dur  |                                                                         |                             | přepracovaná verze RV 485                        |
| RV 458             |                                   | F dur  |                                                                         |                             | sporná autenticita                               |
| RV 459/RV Anh. III |                                   | g moll |                                                                         |                             | inc., sporná autenticita                         |
| RV 460             |                                   | g moll | Opus 11 č. 6 (1729)                                                     |                             | pro housle jako RV 334                           |
| RV 461             |                                   | a moll |                                                                         |                             |                                                  |
| RV 462             |                                   | a moll |                                                                         |                             |                                                  |
| RV 463             | Conto P Fag: ridotto P Haut       | a moll |                                                                         |                             | přepracovaná verze RV 500                        |
| RV 464             | "Concerto for Oboe No.7"          | B dur  | Opus 7 č. 7 (1720)                                                      |                             | sporná autenticita                               |
| RV 465             | "Concerto for Oboe No.1"          | B dur  | Opus 7 č. 1 (1720)                                                      |                             | sporná autenticita                               |

#### Koncerty profagot, smyčcový orchestr a basso continuo (RV 466-504)
| Číslo  | Titul    | Tónina | Opus | Věnováno                             | Poznámka                           |
| ------ | -------- | ------ | ---- | ------------------------------------ | ---------------------------------- |
| RV 466 |          | C dur  |      |                                      |                                    |
| RV 467 |          | C dur  |      |                                      |                                    |
| RV 468 |          | C dur  |      |                                      | inc                                |
| RV 469 |          | C dur  |      |                                      |                                    |
| RV 470 |          | C dur  |      |                                      | (viz RV 447), použito v RV 448     |
| RV 471 |          | C dur  |      |                                      | použito v RV 450                   |
| RV 472 |          | C dur  |      |                                      |                                    |
| RV 473 |          | C dur  |      |                                      |                                    |
| RV 474 |          | C dur  |      |                                      |                                    |
| RV 475 |          | C dur  |      |                                      |                                    |
| RV 476 |          | C dur  |      |                                      |                                    |
| RV 477 |          | C dur  |      |                                      |                                    |
| RV 478 |          | C dur  |      |                                      |                                    |
| RV 479 |          | C dur  |      |                                      |                                    |
| RV 480 |          | c moll |      |                                      |                                    |
| RV 481 |          | d moll |      |                                      | viz též RV 406                     |
| RV 482 |          | d moll |      |                                      | inc.                               |
| RV 483 |          | E dur  |      |                                      |                                    |
| RV 484 |          | e moll |      |                                      |                                    |
| RV 485 |          | F dur  |      |                                      | použito v RV 457                   |
| RV 486 |          | F dur  |      |                                      |                                    |
| RV 487 |          | F dur  |      |                                      |                                    |
| RV 488 |          | F dur  |      |                                      | doplněny 2 sólové housle v I. větě |
| RV 489 |          | F dur  |      |                                      |                                    |
| RV 490 |          | F dur  |      |                                      |                                    |
| RV 491 |          | F dur  |      |                                      | viz též RV 129, 587, 610 a 611     |
| RV 492 |          | G dur  |      |                                      |                                    |
| RV 493 |          | G dur  |      |                                      |                                    |
| RV 494 |          | G dur  |      |                                      |                                    |
| RV 495 |          | g moll |      |                                      |                                    |
| RV 496 |          | g moll |      | věnováno Václavovi hraběti z Morzinu |                                    |
| RV 497 |          | a moll |      |                                      |                                    |
| RV 498 |          | a moll |      |                                      |                                    |
| RV 499 |          | a moll |      |                                      |                                    |
| RV 500 |          | a moll |      |                                      | použito v RV 463                   |
| RV 501 | La notte | B dur  |      |                                      |                                    |
| RV 502 |          | H dur  |      | věnováno Biancardimu                 |                                    |
| RV 503 |          | H dur  |      |                                      |                                    |
| RV 504 |          | H dur  |      |                                      |                                    |

### Sólové koncerty (pro dva nástroje)

#### Koncerty pro dvoje housle a smyčcový orchestr (RV 505-530)
| Číslo  | Titul | Tónina | Opus                                          | Věnováno | Poznámka                                             |
| ------ | ----- | ------ | --------------------------------------------- | -------- | ---------------------------------------------------- |
| RV 505 |       | C dur  |                                               |          |                                                      |
| RV 506 |       | C dur  |                                               |          |                                                      |
| RV 507 |       | C dur  |                                               |          |                                                      |
| RV 508 |       | C dur  |                                               |          |                                                      |
| RV 509 |       | c moll |                                               |          |                                                      |
| RV 510 |       | c moll |                                               |          | pro housle a varhany jako RV 766                     |
| RV 511 |       | D dur  |                                               |          |                                                      |
| RV 512 |       | D dur  |                                               |          |                                                      |
| RV 513 |       | D dur  |                                               |          | v VI Concerti a 5 stromenti č. 6                     |
| RV 514 |       | d moll |                                               |          |                                                      |
| RV 515 |       | E dur  |                                               |          |                                                      |
| RV 516 |       | G dur  |                                               |          | II. věta v RV 71                                     |
| RV 517 |       | g moll |                                               |          |                                                      |
| RV 518 |       | A dur  |                                               |          | sporná autenticita (snad od Johanna Helmicha Romana) |
| RV 519 |       | A dur  | L'estro armonico: libro I Opus 3 č. 5 (1711)  |          |                                                      |
| RV 520 |       | A dur  |                                               |          | inc                                                  |
| RV 521 |       | A dur  |                                               |          |                                                      |
| RV 522 |       | a moll | L'estro armonico: libro II Opus 3 č. 8 (1711) |          | přepis BWV 593 Johanna Sebastiana Bacha              |
| RV 523 |       | a moll |                                               |          |                                                      |
| RV 524 |       | H dur  |                                               |          |                                                      |
| RV 525 |       | H dur  |                                               |          |                                                      |
| RV 526 |       | H dur  |                                               |          | inc.                                                 |
| RV 527 |       | H dur  |                                               |          |                                                      |
| RV 528 |       | H dur  |                                               |          | snad přepracováno RV 381                             |
| RV 529 |       | H dur  |                                               |          |                                                      |
| RV 530 |       | H dur  | La cetra: libro II Opus 9 č. 9 (1727)         |          |                                                      |

#### Další koncerty pro dva nástroje, smyčcový orchestr a basso continuo (RV 531-548)
| Číslo  | Titul                                                                                            | Tónina | Opus | Věnováno | Poznámka                              |
| ------ | ------------------------------------------------------------------------------------------------ | ------ | ---- | -------- | ------------------------------------- |
| RV 531 | Concerto per 2 violoncelli, archi e basso continuo                                               | g moll |      |          |                                       |
| RV 532 | Concerto per 2 mandolini, archi e basso continuo                                                 | G dur  |      |          |                                       |
| RV 533 | Concerto per 2 flauti, archi e basso continuo                                                    | C dur  |      |          |                                       |
| RV 534 | Concerto per 2 oboi, archi e basso continuo                                                      | C dur  |      |          |                                       |
| RV 535 | Concerto per 2 oboi, archi e basso continuo                                                      | d moll |      |          |                                       |
| RV 536 | Concerto per 2 oboi, archi e basso continuo                                                      | a moll |      |          |                                       |
| RV 537 | Concerto per 2 trombe, archi e basso continuo                                                    | C dur  |      |          | II. věta v RV 110                     |
| RV 538 | Concerto per 2 corni, archi e basso continuo                                                     | F dur  |      |          | vlc solo a basso continuo ve II. větě |
| RV 539 | Concerto per 2 corni, archi e basso continuo                                                     | F dur  |      |          |                                       |
| RV 540 | Concerto per viola d'amore, liuto, archi e basso continuo                                        | d moll |      |          |                                       |
| RV 541 | Concerto per violino, organo, archi e basso continuo                                             | d moll |      |          |                                       |
| RV 542 | Concerto per violino, organo, archi e basso continuo                                             | F dur  |      |          |                                       |
| RV 543 | Concerto per violino, oboe all'unisono, archi e basso continuo                                   | F dur  |      |          | viz RV 139                            |
| RV 544 | Concerto per violino, violoncello, archi e basso continuo "Il Proteo ò sia il mondo al rovescio" | F dur  |      |          | viz RV 572 s odlišnou strukturou      |
| RV 545 | Concerto per oboe, fagotto, archi e basso continuo                                               | G dur  |      |          |                                       |
| RV 546 | Concerto per violino, violoncello/violino, violoncello all'inglese, archi e basso continuo       | A dur  |      |          | použito RV 780                        |
| RV 547 | Concerto per violino, violoncello, archi e basso continuo                                        | B dur  |      |          |                                       |
| RV 548 | Concerto per violino, oboe, archi e basso continuo                                               | B dur  |      |          | pro 2 housle jako RV 764              |

### Koncerty pro více houslí a smyčcový orchestr (RV549-553)
| Číslo  | Titul                                                                                            | Tónina | Doplnění                              | Poznámka           |
| ------ | ------------------------------------------------------------------------------------------------ | ------ | ------------------------------------- | ------------------ |
| RV 549 | Concerto per 4 violini, archi e basso continuo (clavicembalo)                                    | D dur  | L'estro armonico: libro I Opus 3 č. 1 | vlc solo v I. větě |
| RV 550 | Concerto per 4 violini, archi e basso continuo (clavicembalo)                                    | e moll | L'estro armonico: libro I Opus 3 č. 4 |                    |
| RV 551 | Concerto per 3 violini e basso continuo                                                          | F dur  |                                       |                    |
| RV 552 | Concerto con violino principale et altro [3!] violino per eco in lontano, archi e basso continuo | A dur  |                                       |                    |
| RV 553 | Concerto per 4 violini, archi (viole?) e basso continuo                                          | B dur  |                                       |                    |

### Další koncerty pro více nástrojů, smyčcový orchestr a basso continuo (RV 554-580)
| Číslo                 | Titul | Tónina | Opus                                           | Věnováno                            | Poznámka                                                                |
| --------------------- | --- | ------ | ---------------------------------------------- | ----------------------------------- | ----------------------------------------------------------------------- |
| RV 554                | Concerto per violino, organo/violino, oboe, archi e basso continuo                                                                         | C dur  |                                                |                                     |                                                                         |
| RV 554a               | Concerto per violino, organo/violino, violoncello, archi e basso continuo                                                                  | C dur  |                                                |                                     | = RV 554, violoncello namísto hoboje                                    |
| RV 555                | Concerto per 3 violini, oboe, 2 flauti diritti, 2 viole all'inglese, salmoè, 2 violoncelli, 2 clavicembali, aarchi e basso continuo        | C dur  |                                                |                                     | 2 trubky, 2 vlne ve III. větě                                           |
| RV 556                | Concerto per 2 oboi, 2 clarinetti, 2 flauti diritti, 2 violini, fagotto, archi e basso continuo "Per la solennità di S. Lorenzo"           | C dur  |                                                |                                     | liuto ve II. větě                                                       |
| RV 557                | Concerto per 2 violini, 2 oboi, archi e basso continuo                                                                                     | C dur  |                                                |                                     | 2 zobcové flétny, fagot ve II. větě                                     |
| RV 558                | Concerto per 2 violini in tromba marina, 2 flauti diritti, 2 trombe?, 2 mandolini, 2 salmoè, 2 tiorbe, violoncello, archi e basso continuo | C dur  |                                                |                                     |                                                                         |
| RV 559                | Concerto per 2 clarinetti, 2 oboi, archi e basso continuo                                                                                  | C dur  |                                                |                                     |                                                                         |
| RV 560                | Concerto per 2 clarinetti, 2 oboi, archi e basso continuo                                                                                  | C dur  |                                                |                                     |                                                                         |
| RV 561                | Concerto per violino, 2 violoncelli, archi e basso continuo                                                                                | C dur  |                                                |                                     |                                                                         |
| RV 562                | Concerto per violino, 2 oboi, 2 fagotti, archi e basso continuo (organo o clavicembalo) "Per la solennità di S. Lorenzo"                   | D dur  |                                                |                                     |                                                                         |
| RV 562a               | Concerto per violino, 2 oboi, 2 corni, timpani, archi e basso continuo                                                                     | D dur  |                                                |                                     | II. věta se liší od RV 562                                              |
| RV 563/nclass. RV 781 | Concerto per violino, 2 oboi, archi e basso continuo                                                                                       | D dur  |                                                |                                     |                                                                         |
| RV 564                | Concerto per 2 violini, 2 violoncelli, archi e basso continuo                                                                              | D dur  |                                                |                                     |                                                                         |
| RV 564a               | Concerto per 2 violini, 2 oboi, fagotto, archi e basso continuo                                                                            | D dur  |                                                |                                     | zpochybněné přepracování RV 564 s odlišnou strukturou a dalšími změnami |
| RV 565                | Concerto per 2 violini, violoncello, archi e basso continuo (clavicembalo)                                                                 | d moll | L'estro armonico: libro II Opus 3 č. 11 (1711) |                                     | přepis BVW 596 Johanna Sebastiana Bacha                                 |
| RV 566                | Concerto per 2 violini, 2 flauti diritti, 2 oboi, fagotto, archi e basso continuo                                                          | d moll |                                                |                                     |                                                                         |
| RV 567                | Concerto per 4 violini, violoncello, archi e basso continuo (clavicembalo)                                                                 | F dur  | L'estro armonico: libro II Opus 3 č. 7 (1711)  |                                     |                                                                         |
| RV 568                | Concerto per violino, 2 oboi, 2 corni, fagotto, archi e basso continuo                                                                     | F dur  |                                                |                                     |                                                                         |
| RV 569                | Concerto per violino, 2 oboi, 2 corni, fagotto, archi e basso continuo                                                                     | F dur  |                                                |                                     | vlc solo ve III. větě                                                   |
| RV 570                | Concerto per flauto, oboe, fagotto, archi e basso continuo "Tempesta di mare"                                                              | F dur  |                                                |                                     | sólovými houslemi v I. větě                                             |
| RV 571                | Concerto per violino, 2 oboi, 2 corni, violoncello, fagotto, archi e basso continuo (organo o clavicembalo)                                | F dur  |                                                |                                     | vlc v I. větě                                                           |
| RV 572                | Concerto per 2 flauti, 2 oboi, violino, violoncello, archi e basso continuo (clavicembalo) "Il Proteo ossia il mondo al rovescio"          | F dur  |                                                |                                     | inc.                                                                    |
| RV 573                | Concerto per 2 oboi, 2 corni, 2 fagotti, archi e basso continuo                                                                            | F dur  |                                                |                                     | ztraceno                                                                |
| RV 574                | Concerto per violino, 2 tromboni da caccia, 2 oboi, fagotto, archi e basso continuo (organo o clavicembalo)                                | F dur  |                                                | věnováno S.A.S.I.S.P.G.M.D.G.S.M.B. | vlc solo ve III. větě                                                   |
| RV 575                | Concerto per 2 violini, 2 violoncelli, archi e basso continuo                                                                              | G dur  |                                                |                                     |                                                                         |
| RV 576                | Concerto per violino, 2 flauti diritti, 2 oboi, fagotto, archi e basso continuo (clavicembalo)                                             | g moll |                                                | věnováno saskému kurfiřtovi         |                                                                         |
| RV 577                | Concerto per violino, 2 oboi, 2 flauti diritti, 3 oboi?, fagotto, archi e basso continuo                                                   | g moll |                                                | věnováno Drážďanskému orchestru     |                                                                         |
| RV 578                | Concerto per 2 violini, violoncello, archi e basso continuo (clavicembalo)                                                                 | g moll | L'estro armonico: libro I Opus 3 č. 2          |                                     |                                                                         |
| RV 578a               | Concerto per 2 violini, violoncello, archi e basso continuo (clavicembalo)                                                                 | g moll |                                                |                                     | varianta RV 578                                                         |
| RV 579                | Concerto per violino, oboe, salmoè, 3 viole all'inglese, archi e basso continuo "Concerto funebre"                                         | B dur  |                                                |                                     |                                                                         |
| RV 580                | Concerto per 4 violini, violoncello e basso continuo (clavicembalo)                                                                        | h moll | L'estro armonico: libro II Opus 3 č. 10        |                                     | = BWV 1065 přepis od Johanna Sebastiana Bacha                           |

### Koncerty pro housle, dva smyčcové orchestry a basso continuo (RV 581-583)
| Číslo  | Titul                                                  | Tónina | Doplnění | Poznámka |
| ------ | ------------------------------------------------------ | ------ | -------- | -------- |
| RV 581 | Concerto per la Santissima Assontione di Maria Vergine | C dur  |          |          |
| RV 582 | Concerto per la Santissima Assontione di Maria Vergine | D dur  |          |          |
| RV 583 | Concerto per violino discordato                        | B dur  |          |          |

### Koncerty pro více nástrojů, dva orchestry e basso continuo (RV 584-585)
| Číslo  | Titul                                                                                     | Tónina | Opus a věnování | Poznámka                                                                           |
| ------ | ----------------------------------------------------------------------------------------- | ------ | --------------- | ---------------------------------------------------------------------------------- |
| RV 584 | Concerto per violino e organo (coro I); violino e organo (coro II)                        | F dur  |                 | nedokončeno                                                                        |
| RV 585 | Concerto per 2 violini, 2 fl diritti (coro I); 2 violini, 2 fl diritti e organo (coro II) | A dur  |                 | theorba/varhany ve II. větě, vlc ve III. větě (coro I); vlc ve III. větě (coro II) |

## Vokální hudba

### Duchovní hudba

#### Mše a části mší (RV 586-592)
| Číslo  | Titul                  | Tónina | Poznámka |
| ------ | ---------------------- | ------ | --- |
| RV 586 | Sacrum, messa kompleta | C dur  | soprán, kontraalt, tenor, bas, 4 hlasy, 2 trubky ad lib., 2 housle, 2 vlc a bc, sporná autenticita                                                                                                  |
| RV 587 | Kyrie                  | g moll | 2 soprány, 2 kontraalty, 2 čtyřhlasé smíšené sbory, smyčce a bc |
| RV 588 | Gloria                 | D dur  | 2 soprány, kontraalt, tenor, 4 hlasy, trubka, 2 hoboje, 2 housle ad lib., smyčce a bc, introduzione pro soprán solo, z RV 639/639a (tři části přepracované z Gloria od Giovanniho Marii Ruggieriho) |
| RV 589 | Gloria                 | D dur  | 2 soprány, kontraalt, 4 hlasy, trubka, hoboj, housle ad lib., smyčce a bc (jedna věta přepracovaná z Gloria od Giovanniho Marii Ruggieriho)                                                         |
| RV 590 | Gloria                 | D dur  | ztraceno, hoboj in trombae |
| RV 591 | Credo                  | e moll | čtyřhlasý smíšený sbor, smyčce a bc |
| RV 592 | Credo                  | G dur  | soprán, kontraalt, 4 hlasy, hoboj ad lib., smyčce a bc, sporná autenticita |

#### Žalmy apod. (RV 593-611)
| Číslo   | Titul                                        | Tónina | Poznámka |
| ------- | -------------------------------------------- | ------ | --- |
| RV 593  | Domine ad adjuvandum me festina, responsorio | G dur  | 2 sbory |
| RV 594  | Dixit Dominus, salmo 109                     | D dur  | 2 soprány, kontraalt, tenor, bas, 2 čtyřhlasé smíšené sbory, 2 hoboj, 2 trubky, dvoje smyčce a bc                               |
| RV 595  | Dixit Dominus, salmo 109                     | D dur  | 2 soprány, kontraalt, tenor, bas, 5 hlasů, trubka, 2 hoboje, 2 vlc, smyčce a bc; III. věta je zpradováním skladeb jiných autorů |
| RV 596  | Confitebor tibi Domine, salmo 110            | C dur  | kontraalt, tenor, bas, 2 hoboj, smyčce a bc                                                                                     |
| RV 597  | Beatus vir, salmo 111                        | C dur  | 2 sbory |
| RV 598  | Beatus vir, salmo 111                        | B dur  | |
| RV 599  | Beatus (vir), salmo 111                      | B dur  | ztraceno |
| RV 600  | Laudate pueri Dominum, salmo 112             | c moll | |
| RV 601  | Laudate pueri Dominum, salmo 112             | G dur  | |
| RV 602  | Laudate pueri Dominum, salmo 112             | A dur  | 2 sbory |
| RV 602a | Laudate pueri Dominum, salmo 112             | A dur  | varianta RV 602 |
| RV 603  | Laudate pueri Dominum, salmo 112             | A dur  | 2 sbory, varianta RV 602 |
| RV 604  | In exitu Israel, salmo 113                   | C dur  | |
| RV 605  | Credidi propter quod locutus sum, salmo 115  | C dur  | confradactum RV Anh. 35 |
| RV 606  | Laudate Dominum omnes gentes, salmo 116      | d moll | |
| RV 607  | Lætatus sum, salmo 121                       | F dur  | |
| RV 608  | Nisi Dominus, salmo 126                      | g moll | |
| RV 609  | Lauda Jerusalem, salmo 147                   | e moll | 2 sbory |
| RV 610  | Magnificat                                   | g moll | |
| RV 610a | Magnificat                                   | g moll | verze per 2 sbory RV 610 |
| RV 610b | Magnificat                                   | g moll | varianta RV 610 |
| RV 611  | Magnificat                                   | g moll | pozdější varianta RV 610 |

#### Hymny, antifony apod. (RV 612-622)
| Číslo  | Titul                                    | Tónina | Poznámka                                              |
| ------ | ---------------------------------------- | ------ | ----------------------------------------------------- |
| RV 612 | Deus tuorum militum, inno                | C dur  |                                                       |
| RV 613 | Gaude Mater Ecclesia, inno               | B dur  |                                                       |
| RV 614 | Laudate Dominum omnes gentes, offertorio | F dur  |                                                       |
| RV 615 | Regina cœli, antifona                    | C dur? | inc., tenor sólo                                      |
| RV 616 | Salve Regina, antifona                   | c moll | 2 sbory, kontraalt sólo                               |
| RV 617 | Salve Regina, antifona                   | F dur  | soprán sólo                                           |
| RV 618 | Salve Regina, antifona                   | G dur  | kontraalt sólo                                        |
| RV 619 | Salve Regina, antifona                   | ?      | sólový hlas, 2 příčná flétna, vlc a varhany, ztraceno |
| RV 620 | Sanctorum meritis, inno                  | C dur  |                                                       |
| RV 621 | Stabat Mater, inno                       | f moll | 1712                                                  |
| RV 622 | Te Deum, inno di ringraziamento          | ?      | ztraceno                                              |

#### Moteta (RV 623-634)
| Číslo  | Titul                         | Tónina | Poznámka                                              |
| ------ | ----------------------------- | ------ | ----------------------------------------------------- |
| RV 623 | Canta in prato, ride in monte | A dur  | soprán, 2 housle, viola a bc                          |
| RV 624 | Claræ rosæ respirate          | e moll | soprán, housle bez orchestrálního doprovodu, bc, inc. |
| RV 625 | Claræ stellæ scintillate      | F dur  | kontraalt, smyčce a bc                                |
| RV 626 | In furore justissimæ iræ      | c moll | soprán, smyčce a bc                                   |
| RV 627 | In turbato mare irato         | G dur  | soprán, smyčce a bc                                   |
| RV 628 | Invicti bellate               | G dur  | kontraalt, smyčce a bc, inc.                          |
| RV 629 | Longe mala, umbræ, terrores   | g moll | soprán = RV 640                                       |
| RV 630 | Nulla in mundo pax sincera    | E dur  | soprán                                                |
| RV 631 | O qui cœli terræque serenitas | Es dur | soprán                                                |
| RV 632 | Sum in medio tempestatum      | F dur  | soprán                                                |
| RV 633 | Vespro Principi divino        | F dur  | kontratenor                                           |
| RV 634 | Vos auræ per montes           | A dur  | soprán, Per la solennità di Sant'Antonio              |
| RV 811 | Vos invito                    |        | kontraalt, smyčce a bc                                |

#### Introduzioni(RV 635-642)
| Číslo   | Titul                                      | Tónina | Poznámka                                       |
| ------- | ------------------------------------------ | ------ | ---------------------------------------------- |
| RV 635  | Ascende læta (Dixit)                       | A dur  | soprán, smyčce a bc                            |
| RV 636  | Canta in prato, ride in fonte (Dixit)      | G dur  | soprán, smyčce a bc                            |
| RV 637  | Cur sagittas, cur tela, cur faces (Gloria) | B dur  | kontraalt, smyčce a bc                         |
| RV 638  | Filiæ mestæ Jerusalem (Miserere)           | c moll | kontraalt, smyčce a bc                         |
| RV 639  | Jubilate, o amœni chori (Gloria RV 588)    | D dur  | soprán/kontraalt, smyčce a bc                  |
| RV 639a | Jubilate, o amœni chori (Gloria RV 588)    | D dur  | soprán/kontraalt, smyčce a bc, adapt. z RV 639 |
| RV 640  | Longe mala, umbræ, terrores (Gloria)       | g moll | kontraalt, smyčce a bc, viz RV 629             |
| RV 641  | Non in pratis (Miserere)                   | F dur  | kontraalt, smyčce a bc                         |
| RV 642  | Ostro picta, armata spina (Gloria)         | D dur  | soprán, smyčce a bc                            |

#### Oratoria (RV 643-645)
| Číslo  | Titul                                          | Librettista      | Luogo e data           | Poznámka |
| ------ | ---------------------------------------------- | ---------------- | ---------------------- | -------- |
| RV 643 | Moyses Deus Pharaonis                          |                  | Benátky, 1714          | ztraceno |
| RV 644 | Juditha triumphans devicta Holofernis barbarie | Giacomo Cassetti | Benátky, listopad 1716 |          |
| RV 645 | L'adorazione delli tre rè magi al bambino Gesù |                  | Milán, 1722            | ztraceno |

#### Contrafactasacrae (RV 646-648)
| Číslo                       | Titul                                                             | Tónina     | Poznámka                                                                                  |
| --------------------------- | ----------------------------------------------------------------- | ---------- | ----------------------------------------------------------------------------------------- |
| RV 646/nclass RV Anh. 59.24 | Ad corda reclina (Concertus Italicus)                             | F dur      | kontraalt, smyčce a bc (anonymní úprava árie Vedrai quel volto di quella infelice RV 700) |
| RV 647/nclass RV Anh. 59.25 | Eja voces plausum date/Nato pastor pro me melos (Aria de Sanctis) | Es dur/Des | bas, smyčce a bc (anonymní úprava árie Benché nasconda la serpe in seno RV 728)           |
| RV 648/nclass RV Anh. 56.26 | Ihr Himmel nun (Concertus Italicus)                               | E dur      | kontraalt, housle, smyčce a bc (anonymní úprava árie Son come farfalletta RV 728)         |

### Světská hudba

#### Kantáty pro soprán a basso continuo (RV 649-669 e 753)
| Číslo  | Titul                                   | Tónina | Poznámka                |
| ------ | --------------------------------------- | ------ | ----------------------- |
| RV 649 | All'ombra d'un bel faggio               |        |                         |
| RV 650 | Allor che lo sguardo                    |        |                         |
| RV 651 | Amor hai vinto                          |        | stejný text jako RV 683 |
| RV 652 | Aure, voi più non siete                 |        |                         |
| RV 653 | Del suo natio rigore                    |        |                         |
| RV 654 | Elvira, anima mia                       |        |                         |
| RV 655 | Era la notte quando i suoi splendori    |        |                         |
| RV 656 | Fonti del pianto                        |        |                         |
| RV 657 | Geme l'onda che parte dal fonte         |        |                         |
| RV 658 | Il povero mio cor                       |        |                         |
| RV 659 | Indarno cerca la tortorella             |        | sporná autenticita      |
| RV 660 | La farfalletta s'aggira al lume         |        |                         |
| RV 661 | Nel partir da te, mio caro              |        |                         |
| RV 662 | Par che tardo oltre il costume          |        |                         |
| RV 663 | Scherza di fronda in fronda             |        |                         |
| RV 664 | Se ben vivon senz'alma                  |        |                         |
| RV 665 | Si levi dal pensier                     |        |                         |
| RV 666 | Sì, sì luce adorate                     |        |                         |
| RV 667 | Sorge vermiglia in ciel la bella Aurora |        |                         |
| RV 668 | T'intendo sì mio cor                    |        |                         |
| RV 669 | Tra l'erbe i zeffiri                    |        |                         |
| RV 753 | Prendea con man di latte                |        | sporná autenticita      |

#### Kantáty pro alt a basso continuo (RV 670-677)
| Číslo  | Titul                                   | Tónina | Poznámka                  |
| ------ | --------------------------------------- | ------ | ------------------------- |
| RV 670 | Alla caccia dell'alme e de' cori        |        |                           |
| RV 671 | Care selve, amici prati                 |        |                           |
| RV 672 | Filli di gioia vuoi farmi morir         |        | chybné autorství (Talbot) |
| RV 673 | Ingrata, Lidia, hai vinto il tuo rigore |        | chybné autorství (Talbot) |
| RV 674 | Perfidissimo cor! Iniquo fato!          |        |                           |
| RV 675 | Piango, gemo, sospiro e peno            |        | chybné autorství (Talbot) |
| RV 676 | Pianti, sospiri e dimandar mercede      |        |                           |
| RV 677 | Qual per ignoto calle                   |        |                           |

#### Kantáty pro soprán s instrumentálním doprovodem (RV 678-682)
| Číslo  | Titul                     | Tónina | Poznámka                 |
| ------ | ------------------------- | ------ | ------------------------ |
| RV 678 | All'ombra di sospetto     |        | flétna                   |
| RV 679 | Che giova il sospirar     |        | 2 housle, viola          |
| RV 680 | Lungi dal vago            |        | housle                   |
| RV 681 | Perché son molli          |        | 2 sólové housle, 2 violy |
| RV 682 | Vengo a voi, luci adorate |        | 2 housle, viola          |

#### Kantáty pro alt sinstrumentálním doprovodem (RV 683-686)
| Číslo   | Titul                   | Tónina | Opus a věnování                                                                                                  | Poznámka                      |
| ------- | ----------------------- | ------ | --- | ----------------------------- |
| RV 683  | Amor, hai vinto         |        | | 2 housle, viola               |
| RV 684  | Cessate, omai cessate   |        | | 2 housle, viola               |
| RV 684a | Cessate, omai cessate   |        | | změna I. árie, inc.           |
| RV 685  | O mie porpore più belle |        | na počest Monsignora da Bagni, biskupa mantovského.                                                              | 2 housle, viola               |
| RV 686  | Qual in pioggia dorata  |        | na počest JJ knížete Filipa Hesensko-Darmstadtského [sic] císařského polního maršála a mantovského místodržitele | 2 lesní rohy, 2 housle, viola |

#### Serenaty (RV 687-694)
| Číslo       | Titul                                        | Libretista                             | Místo a datum              | Poznámka                                            |
| ----------- | -------------------------------------------- | -------------------------------------- | -------------------------- | --------------------------------------------------- |
| RV 687      | La Gloria, Himeneo - Dall'eccelsa mia reggia |                                        | Benátky, 12. září 1725     | 2 hlasy (S, A), smyčce a bc                         |
| RV 688      | Le gare del dovere                           |                                        | Rovigo, jaro 1708          | ztraceno, 5 hlasů                                   |
| RV 689      | Le gare della giustitia e della pace         | Giovanni Battista Catena               | Benátky?                   | ztraceno                                            |
| RV 690      | Mio cor, povero cor                          |                                        | kolem roku 1719            |                                                     |
| RV 691      | Il mopso - Egloga Pescatoria                 | Giovanni Cendoni, zv. Egidio Nonnanuci | Benátky, carnevale 1738    | ztraceno                                            |
| RV 692      | Questa, Eurilla gentil                       | V. Vettori                             | Mantova, 31. července 1726 | část. ztraceno                                      |
| RV 693      | La Sena festeggiante                         | Domenico Lalli                         | Benátky?, kolem roku 1726  |                                                     |
| RV 694      | L'unione della pace e di Marte               | Antonio Grossatesta                    | Benátky, 19. září 1727     | část. ztraceno                                      |
| RV Anh. 117 | Andromeda liberata                           | Vincenzo Cassani                       |                            | árie Sovente il sole RV 749.18 od Antonia Vivaldiho |

#### Opery (RV 695-740)
| RV 695                    | L'Adelaide                                                  | Antonio Salvi?                                                                                       | Verona, Accademia Filarmonica di Verona, carnevale 1735 | ztraceno                                         | ded. A. Grimanimu | | | |  |  |
| RV 696/nclass. RV Anh. 88 | Alvilda, regina de' Goti                                    | Apostolo Zeno (z L'amor generoso nebo L'amazzone corsara od G. C. Corradiho)                         | Praha, divadlo hraběte Šporka, jaro 1731                | ztraceno                                         | některé árie od Antonia Vivaldiho (kromě le arie bernesche) - Pasticcio aranžováno impresáriem Antoniem Denziem od partitury RV 709-A | | | |  |  |
| RV 697                    | Argippo                                                     | Domenico Lalli                                                                                       | Praha, divadlo hraběte Šporka, podzim 1730              | částečně dochováno                               | 6 árií z doby kolem roku 1733 patřící k následné repríze Argippa (viz RV Anh. 137) byly znovunalezeny českým hudebníkem a hudebním badatelem Ondřejem Mackem | | | |  |  |
| RV 698/nclass. RV Anh. 89 | Aristide                                                    | Carlo Goldoni?                                                                                       | Benátky, San Samuele, podzim 1735                       | ztraceno                                         | nesprávně přisouzeno Vivaldimu (viz RV Anh. 89) | | | |  |  |
| RV 699-A                  | Armida al campo d'Egitto                                    | Giovanni Palazzi                                                                                     | Benátky, San Moisè, 15. února 1718                      | ztraceno                                         | árie Agitata de' venti dall'onte byla použita Georgem Philippem Telemannem v opeře Ulysses (RV Anh. 126) | reprízy Armida al campo d'Egitto, viz RV 699-B; Gl'inganni per vendetta, viz RV 720/RV 699-C; Armida al campo d'Egitto, viz RV 699-D – jedna repríza také v Lodi v roce 1719, která však chybí v Ryomově seznamu | | |  |  |
| RV 699-B                  | Armida al campo d'Egitto                                    | Giovanni Palazzi, (od Torquata Tassa)                                                                | Mantova, Teatro Arciducale Mantova, 24. dubna 1718      | část. ztraceno                                   | podle libreta téměř shodná s RV 699-A (několik vsuvek z RV 737) | | | |  |  |
| RV 699-D                  | Armida al campo d'Egitto                                    | Giovanni Palazzi, (od Torquata Tassa)                                                                | Benátky, Sant'Angelo, 12. února 1738                    | dochováno (chybí II. dějství)                    | past. aranž. Antoniem Vivaldim založeno na RV 699a, se 2 áriemi od Leonarda Lea – partitura prakticky shodná s RV 699-A [in Fondo Foà díl 38] | ... | 1 dochovaná árie z II. dějství v 'DK-Kb' (Chi alla colpa fa tragitto) | Ryom č. 223, 227, 229, 209, 170 - Strohm č. 166, 225, 11, 16                                                           |  |  |
| RV 700                    | Arsilda, regina di Ponto                                    | Domenico Lalli                                                                                       | Benátky, Sant'Angelo, 27. nebo 28. října 1716           | dochováno (2 doklady)                            | facio fede 18. října 1716; mezihra L'alfier fanfarone; obě verze partitury (jeden autograf díla a jedna zdařilá neautografická kopie) [in Foà volume 35] – nejméně 10 árií odlišných od autografu, opis obsahuje o 13 árií méně                                                                                             | | 17 árií v 'D-Dlb' (Mus.1-F-30) | Ryom č. 76-91 - Strohm č. 73-78                                                                                        |  |  |
| RV 701/RV 706-B           | Artabano, rè de' Parti                                      | Antonio Marchi                                                                                       | Benátky, San Moisè, carnevale 1718                      | ztraceno                                         | repríza RV 706, facio fede 5. ledna 1718 | | | |  |  |
| RV 701/RV 706-C           | Artabano, rè de' Parti                                      | Antonio Marchi                                                                                       | Vicenza, Garzerie, carnevale 1719                       | ztraceno                                         | libreto ded. hraběti Girolamu Porto Barbaranovi | | | |  |  |
| RV 702-A                  | L'Atenaide                                                  | Apostolo Zeno                                                                                        | Florencie, Pergola, 20 nebo 29. prosince 1729           | ztraceno                                         | ded. Gastone De' Medici, některé árie použity z RV 711 a 728 | L'Atenaide, viz RV 702b | | |  |  |
| RV 702-B                  | L'Atenaide                                                  | Apostolo Zeno                                                                                        | 1731 nebo 1732?                                         | dochováno (neautografická verze)                 | téměř shodná s RV 702-A, [in Fondo Giordano díl 39] | ... | 5 árií v 'D-Dlb' (Mus.2389-J-1) z nichž je 1 alternativní – nedochovaná v Giordano 39 (Sovrana sul trono d'augusto) | Ryom č.64, 56, 60, 61, 67, 69                                                                                          |  |  |
| RV 703                    | Il Bajazet (Tamerlano)                                      | Agostino Piovene                                                                                     | Verona, Accademia Filarmonica di Verona, carnevale 1735 | dochováno (částečně autograf. verze)             | tragedia in musica, past. aranž. Antoniem Vivaldim, obsahuje árie od Johanna Adolfa Hasseho, Nicoly Porpory, Geminiana Giacomelliho a Riccarda Broschiho; [in Fondo Giordano díl 36] | | | |  |  |
| RV 704                    | La Candace, o siano Li veri amici                           | Francesco Silvani, přepracováno Domenikem Lallim (z Héraclius, empereur d'Orien od Pierra Corneilla) | Mantova, Teatro Arciducale, carnevale 1720              | ztraceno                                         | ... | ... | 11 árií a jeden kvartet v 'I-Tn' [Foà 28] | Ryom č. 1, 2, 40-50 - Strohm č. 176, 177, 212-221                                                                      |  |  |
| RV 705                    | Catone in Utica                                             | Pietro Metastasio                                                                                    | Verona, Accademia Filarmonica di Verona, březen? 1737   | dochováno pouze I. a III. dějství                | [in Fondo Foà díl 38] | Catone in Utica, Štýrský Hradec, Tummelplatz, carnevale 1740, odlišná verze od RV 705, pouze libreto | | |  |  |
| RV 706-A                  | La costanza trionfante degl'amori e de gl'odii              | Antonio Marchi                                                                                       | Benátky, San Moisè, leden? 1716                         | ztraceno                                         | ded. 18. ledna 1716, facio fede 21. ledna 1716 | Artabano, rè de' Parti, viz RV 701/RV 706-B/RV 706-C; L'Artabano, viz RV 706-D; Doriclea, viz RV 708/RV 706-E; Die über Hass und Liebe siegende Beständigkeit, oder Tigrane, viz RV Anh. 57; L'odio vinto dalla costanza, viz RV Anh. 51 | 15 árií a jeden duet dochované v různých pramenech, některé nově objeveny | Ryom č. 169, 172, 173, 189, 199, 210, 211 Strohm č. 10, 18, 17, 160, 8, 6, 11                                          |  |  |
| RV 706-D                  | L'Artabano                                                  | Antonio Marchi                                                                                       | Mantova, Teatro Arciducale, carnevale 1725              | ztraceno                                         | | | | |  |  |
| RV 707                    | Cunegonda                                                   | Agostino Piovene (z La principessa fedele)                                                           | Benátky, Sant'Angelo, 29. ledna 1726                    | ztraceno                                         | snad past. aranž. Antoniem Vivaldim, facio fede 22. ledna 1726 | | | |  |  |
| RV 708/RV 706-E           | Doriclea                                                    | Antonio Marchi                                                                                       | Praha, divadlo hraběte Šporka, carnevale 1732           | ztraceno                                         | adapt. první verze RV 706 | | | |  |  |
| RV 709-A                  | Dorilla in Tempe                                            | Antonio Maria Lucchini                                                                               | Benátky, Sant'Angelo, 9. listopadu 1726                 | ztraceno                                         | heroicko-pastorální melodrama, Dorilla in Tempe, Benátky, Brugnolo di S. Margherita, 1728, část. ztraceno, rukopis libreta | Dorilla in Tempe, viz RV 709-B; Dorilla in Tempe, viz RV 709-C; La Dorilla, viz RV 709-D | | |  |  |
| RV 709-B                  | Dorilla in Tempe                                            | Antonio Maria Lucchini                                                                               | Praha, divadlo hraběte Šporka, jaro 1732                | část. ztraceno                                   | | | | |  |  |
| RV 709-C                  | Dorilla in Tempe                                            | Antonio Maria Lucchini                                                                               | Benátky, Sant'Angelo, 2. února 1734                     | část. ztraceno                                   | | | | |  |  |
| RV 709-D                  | La Dorilla                                                  | Antonio Maria Lucchini                                                                               | provedení neznámo                                       | dochováno (částečně autograf. verze. verze)      | past. aranž. Antoniem Vivaldim z přepracované verze RV 709c, s árií od Johanna Adolfa Hasseho, Geminiana Giacomelliho a Leonarda Lea [in Fondo Foà díl 39] | | | |  |  |
| RV 710                    | Ercole su'l Termodonte                                      | Giacomo Francesco Bussani                                                                            | Řím, Capranica, leden 1723                              | ztraceno                                         | ... | ... | 23 árií v různých pramenech ('F-Pc', 'B-Bc', 'D-MUs') | Ryom č. 104-127, 140-145, 186, 187, 191, 193, 195-197, 216, 226 - Strohm č. 35-58, 137-142, 153, 158, 159, 157, 2, 165 |  |  |
| RV 711-A                  | Farnace                                                     | Antonio Maria Lucchini                                                                               | Benátky, Sant'Angelo, 10. února 1727                    | ztraceno                                         | facio fede 6. února 1727 | Farnace, viz RV 711-B; RV 711-C; RV 711-D; RV 711-E; RV 711-F a RV 711-G | | |  |  |
| RV 711-B                  | Farnace                                                     | Antonio Maria Lucchini                                                                               | Benátky, Sant'Angelo, podzim 1727                       | část. ztraceno                                   | přepracováno z RV 711a, | | | |  |  |
| RV 711-C                  | Farnace                                                     | Antonio Maria Lucchini                                                                               | Praha, divadlo hraběte Šporka, jaro 1730                | část. ztraceno                                   | Possibili árie non vivaldiane secondo Freeman per il ruolo buffo di Grillone | | | |  |  |
| RV 711-D                  | Farnace                                                     | Antonio Maria Lucchini                                                                               | Pavia, Omodeo, jaro 1731                                | dochováno                                        | část. kompletní se Sinfonií část. autogr. [in Fondo Giordano díl 36] | | | |  |  |
| RV 711-E                  | Farnace                                                     | Antonio Maria Lucchini                                                                               | Mantova, Teatro Arciducale, carnevale 1732              | část. ztraceno                                   | | | | |  |  |
| RV 711-F                  | Farnace                                                     | Antonio Maria Lucchini                                                                               | Treviso, Dolfin, carnevale 1737                         | část. ztraceno                                   | | | | |  |  |
| RV 711-G                  | Farnace                                                     | Antonio Maria Lucchini                                                                               | Ferrara, zamýšlena 1738 (nerealizována)                 | dochováno                                        | část. autogr. inc.; [I. a II. dějství ve Fondo Giordano díl 37] | | | |  |  |
| RV 712                    | La fede tradita e vendicata                                 | Francesco Silvani                                                                                    | Benátky, Sant'Angelo, 16. února 1726                    | ztraceno                                         | facio fede 10. ledna 1726 | Ernelinda, viz RV Anh. 45 | 1 árie dochováno (Sin nel placido soggiorno - sita v 'D-Dlb'(Mus.2389-J-1)) | Ryom č. 52 - Strohm č.94                                                                                               |  |  |
| RV 713                    | Feraspe                                                     | Francesco Silvani (da L'innocenza giustificata)                                                      | Benátky, Sant'Angelo, 7. listopadu 1739                 | část. ztraceno                                   | | | | |  |  |
| RV 714                    | La fida ninfa                                               | Scipione Maffei                                                                                      | Verona, Accademia Filarmonica di Verona, 6. ledna 1732  | dochováno (autograf)                             | ded. 6. ledna 1732, [in Fondo Giordano díl 39bis] | Il giorno felice, viz RV Anh. 92 | 9 árie v 'D-Dlb' (Mus.2389-J-1) | Ryom č. 54, 57, 62, 65, 68, 70, 74, 75                                                                                 |  |  |
| RV 715                    | Filippo, rè di Macedonia                                    | Domenico Lalli                                                                                       | Benátky, Sant'Angelo, 27. prosince 1720                 | ztraceno                                         | past., facio fede 17. prosince 1720, I a II. dějství od Giuseppe Boniventi, mezihra Melinda e Tiburzio | . | 1 árie v 'F-Pc' (Scherza di fronda in fronda - přisuzována Orlandinimu, avle autorství bylo zpochybněno Talbotem) | |  |  |
| RV 716                    | Ginevra, principessa di Scozia                              | Antonio Salvi (od Ludovica Ariosta)                                                                  | Florencie, Pergola, 17. ledna 1736                      | část. ztraceno                                   | | | | |  |  |
| RV 717                    | Giustino                                                    | Nicolò Berengani, Pietro Pariati                                                                     | Řím, Capranica, carnevale 1724                          | dochováno                                        | [in Fondo Foà díl 34] – vynechána 1 árie v III.3 (Di re sdegnato) - árie La cervetta timidetta (III.7) použita Georgem Friedrichem Händelem v jeho opeře Catone (RV Anh.80) | | 2 árie v 'F-Pc' | Ryom č. 178, 179 - Strohm č. 135, 136                                                                                  |  |  |
| RV 718                    | Griselda                                                    | Apostolo Zeno s přepracováními Carla Goldoniho (z Il Decameron od Giovanniho Boccaccia               | Benátky, San Samuele, 18. května 1735                   | dochováno                                        | část. autogr. [in Fondo Foà díl 36] - 1 odlišná árie a II.7 (Dovresti esser contento) | | 2 árie (v 'D-B' e 'I-Mc') | Ryom č. 214, 235 - Strohm č. 19, 169                                                                                   |  |  |
| RV 719                    | L'incoronazione di Dario                                    | Adriano Morselli                                                                                     | Benátky, Sant'Angelo, 23. ledna 1717                    | dochováno                                        | facio fede 15. ledna 1717, část. autogr. [in Fondo Giordano díl 38] | | 1 árie v 'F-Pc' | Ryom č. 184 - Strohm č. 146                                                                                            |  |  |
| RV 720/RV 699-C           | Gl'inganni per vendetta                                     | Giovanni Palazzi/Domenico Lalli                                                                      | Vicenza, Garzerie, říjen 1720                           | facio fede 12. května 1720, část. ztraceno       | | | | |  |  |
| RV 721                    | L'inganno trionfante in amore                               | Giovanni Maria Ruggieri (da Laodicea e Berenice od Matteo Noris)                                     | Benátky, Sant'Angelo, podzim 1725                       | část. ztraceno                                   | ... | ... | 1 árie dochováno (Al balenar del brando – v 'D-Bd', Mus.9050) | Ryom č. -, Strohm č. -                                                                                                 |  |  |
| RV 722                    | Ipermestra                                                  | Antonio Salvi                                                                                        | Florencie, Pergola, 25. ledna 1727                      | ztraceno, znovuobjeveno Ondřejem Mackem          | árie Vaghe luci luci belle (I.1) byla použita Georgem Friedrichem Händelem v jeho opeře Catone (RV anh.80) a Leonardem Vincim in Stratonica (RV anh.124) | ... | 3 árie v 'US-BE' (Ms.13): Priva del suo compagno, Vaghe luci, luci belle,Sazierò col morir mio) | Ryom č. 162, 163, 165 - Strohm č. 235, 236, 237                                                                        |  |  |
| RV 723                    | Motezuma                                                    | Girolamo Alvise Giusti                                                                               | Benátky, Sant'Angelo, 14. listopadu 1733                | částečně dochováno                               | část. objeveno v berlínské knihovně Singakademie Steffenem Vossem (2004), zmíněný exempláž není autograf (kopista "Scribe 4"), acefalo ed adespota | | | |  |  |
| RV 724                    | Nerone fatto Cesare                                         | Matteo Noris                                                                                         | Benátky, Sant'Angelo, carnevale 1715                    | ztraceno                                         | past. aranž. Antoniem Vivaldim, facio fede 12. února 1715 | Nerone fatto Cesare, Brescia, Accademia musicale, carnevale 1716, snad adaptace verze z roku 1715 s mnoha novými áriemi (aranžováno impresáriem Pietrem Denziem?) | | |  |  |
| RV 725                    | L'Olimpiade                                                 | Pietro Metastasio                                                                                    | Benátky, Sant'Angelo, 17. února 1734                    | dochováno (autograf – zdařilá kopie s korekcemi) | árie z Lucio Vero od Apostola Zena e Demofoonte od Pietra Metastasia; [in Fondo Foà díl 39] - korekce vzhledem k představení ve Ferraře v roce 1739 poté nerealizována (složeno především škrtů a vynechání částí) | | 3 árie v 'US-BE' (Ms.120) | Ryom č. 166, 167, 168                                                                                                  |  |  |
| RV 726                    | L'oracolo in Messenia                                       | Apostolo Zeno (z Merope)                                                                             | Benátky, Sant'Angelo, 30. prosince 1737                 | část. ztraceno                                   | facio fede 27. prosince 1737; | L'oracolo in Messenia, Vídeň, Kärntnertor, carnevale 1742, množství textů árií bylo změněno | | |  |  |
| RV 727                    | Orlando finto pazzo                                         | Grazio Braccioli (z Orlando innamorato od Mattea Marii Boiarda)                                      | Benátky, Sant'Angelo, listopad 1714                     | dochováno (autograf – opis díla)                 | ded. 10. listopadu 1714; [in Fondo Giordano díl 38] - 9 árií odlišných v partituře (3 v příloze) | | 2 árie v 'D-SHs' | Ryom č. 249, 250 - Strohm č. 120, 121                                                                                  |  |  |
| RV 728                    | Orlando (furioso)                                           | Grazio Braccioli (od Ludovica Ariosta)                                                               | Benátky, 10. listopadu? 1727                            | dochováno (opis díla)                            | facio fede 5. listopadu 1727, podobné libreto, ale jiná hudba RV 727, mezihra Il marito giocatore, část. autogr. [in Fondo Giordano díl 39bis] - mezery ve 3. jednání (chybí árie Come l'onda a Non è felice un'alma - Georg Friedrich Händel použil árie Benché nascondi (II.2) ve své opeře Catone (RV anh.80)            | Orlando (furioso), Brunšvik, 1722 (RV anh.122), zřejmě past., část. ztraceno; Orlando (furioso), Brno, Taverna, carnevale 1735, mus. od Antonia Vivaldiho, kromě některých árií; Orlando (furioso), Bergamo a Vicenza, 1738 (v pořadí RV anh.127.22 e 127.23), dvě téměř shodná libreta, liší se titulní stranou, interpretem a věnováním; Orlando (furioso), Este, Teatro Grillo, fiera 1740 (RV anh.127.24), pouze libreto, autor hudby nespecifikován; Orlando (furioso), Bassano, Nuovo Teatro, 1741 (RV anh.127.25), pouze libreto, autor hudby nespecifikován | | |  |  |
| RV 729-A                  | Ottone in villa                                             | Domenico Lalli (z opery Messalina od Francesca Marii Piccioliho)                                     | Vicenza, Garzerie, květen 1713                          | dochováno (zdařilá kopie)                        | facio fede 21. dubna 1713; [in Fondo Foà díl 37] - árie Io sembro appunto byla použita Francescem Gasparinim v Eumene (RV anh.81) | Ottone in villa, Treviso, Teatro Dolfin, říjen 1729 | | Ryom č. 232 - Strohm č.-                                                                                               |  |  |
| RV 729-B                  | Ottone in villa                                             | Domenico Lalli                                                                                       | Treviso, Dolfin, 1729                                   | ztraceno                                         | různé úpravy textu vhledem k RV 729-A, některé árie ex novo | | | |  |  |
| RV 730                    | Rosilena ed Oronta                                          | Giovanni Palazzi                                                                                     | Benátky, Sant'Angelo, 17. ledna 1728                    | část. ztraceno                                   | facio fede 11. nebo 12. ledna 1728, ded. 17. ledna 1728; | | | |  |  |
| RV 731                    | Rosmira fedele                                              | Silvio Stampiglia (dal Partenope)                                                                    | Benátky, Sant'Angelo, 27. ledna 1738                    | dochováno (částečně autograf. verze)             | past. aranž. Antoniem Vivaldim s árií od Johanna Adolfa Hasseho, Antonia Pampina, Giovanniho Antonia Paganelliho, Leonarda Vinciho, Georga Friedricha Händela, Giovanniho Battisty Pergolesiho a Antonia Marii Mazzoniho - Introdutione od Girolama Micheliho, [in Fondo Foà díl 36] – značné mezery v I. a ve III. dějství | Rosmira, Klagenfurt, carnevale 1738, pouze libreto, velmi odlišná verze od RV 731; Rosmira, Štýrský Hradec, Tummelplatz, podzim 1739, pouze libreto, velmi odlišná verze od RV 731 | jeden doklad árie Chi mai d'iniqua stella (III.5), chybí v partituře F.36 | Ryom č. 255 - Strohm č. 1                                                                                              |  |  |
| RV 732                    | Scanderbeg                                                  | Antonio Salvi                                                                                        | Florencie, Pergola, 22. června 1718                     | ztraceno                                         | ... | repríza v Sieně v roce 1718 se stejným obsazením, Ryom ji v seznamu nezmiňuje | zachovány pouze 4 árie a 2 recit. v I-Tn [Foà 28] : Fra catene ognor penando (srov. I.15 RV 738), Con palme ed allori (srov. III.1 RV 736, III.2 RV 739), Nelle mie selve natie (srov. II.8 RV 739), S'a voi penso luci belle | Ryom č. 21, 33, 8, 35 + č. 32, 34 (recitativy) - Strohm č. 196, 206, 183, 207                                          |  |  |
| RV 733                    | Semiramide                                                  | Francesco Silvani                                                                                    | Mantova, Teatro Arciducale, carnevale 1732              | ztraceno                                         | ded. 26. prosince 1731; | ... | 5 árií v 'D-Db'(Mus.2389-J-1), uvnitř jednoho z portfolií autograf se pravděpodobně nachází u drážďanského dvora: Anche il mar par che sommerga (srov. II.2 RV 703), Dal trondo in cui t'aggiri (srov. I.16 RV 723, II.9 RV 703), Con la face di Megera, Vincerà l'aspro mio fato (srov. II.5 RV 703, III.3 RV 695), Quegli occhi luminosi, E prigioniero e re. | Ryom č. 59, 52, 66, 71, 58, 63                                                                                         |  |  |
| RV 734                    | La Silvia                                                   | Enrico Bissari                                                                                       | Milán, Regio Ducale, 26. nebo 28. srpna 1721            | ztraceno                                         | pastorální drama – obsahuje vložené fragmenty z opery Medea e Giasone non testimoniati nella tradizione vivaldiovské, nýbrž podle odhadu z doby kolem roku 1720 (srov. RV 749.21, 22, 23 - in Foà 28) | ... | 2 árie v 'B-Bc', 7 árií v 'I-Tn' [Foà 28] | Ryom č. 217, 218, 182, 3, 15-20, 22 - Strohm č. 3, 4, 149, 178, 179, 190-194, 197                                      |  |  |
| RV 735-A                  | Siroe, rè di Persia                                         | Pietro Metastasio                                                                                    | Reggio Emilia, Svátek Nanebevzetí 1727                  | ztraceno                                         | | | | |  |  |
| RV 735-B                  | Siroe, rè di Persia                                         | Pietro Metastasio                                                                                    | Ancona, 1738                                            | ztraceno                                         | | | | |  |  |
| RV 735-C                  | Siroe, rè di Persia                                         | Pietro Metastasio                                                                                    | Ferrara, Bonacossi, 1739                                | ztraceno                                         | | | | |  |  |
| RV 736                    | Teuzzone                                                    | Apostolo Zeno                                                                                        | Mantova, Teatro Arciducale, 26. prosince 1718           | dochováno (2 doklady)                            | obsahuje 3 árie od Giuseppa Marii Orlandiniho (Ove mesto giro il guardo, Tornerò pupille belle a Ritorna a lusingarmi) [in Fondo Foà díl 33, Sinfonia in Fondo Giordano díl 36 – další doklad v 'D-Bds', Mus.ms. 125] | | 1 árie v 'I-Tn' [Foà 28], 'US-BE' (Ms.13), 2 árie v 'D-SHl' | Ryom č. 7, 161, 246, 247 - Strohm č. 182, 234, 123, 124                                                                |  |  |
| RV 737                    | Tieteberga                                                  | Antonio Maria Lucchini                                                                               | Benátky, 16 . října 1717                                | ztraceno                                         | množství árií v RV 699-B, RV 699-C, RV 717, RV 736, RV 740 - Cross v árii Qual candido fiore (RV 728 - II.5) určil přepracovanou árii Le vaghe pupille (I.2) - árie Esangue sì cadrà byla použita Georgem Philippem Telemannem v opeře Ulysses (RV anh.126)                                                                 | ... | 3 dochované árie: L'innocenza sfortunata ('I-Tn', Foà 28) In quella solo in quella ('F-Pn' - srov. II.4 in RV 740) Ruscelletto ch'è lungi dal mare ('F-Pc' - srov. III.2 v RV 717) | Ryom č. 31, 174, 185 - Strohm č. 205, 15, 147                                                                          |  |  |
| RV 738                    | Tito Manlio                                                 | Matteo Noris                                                                                         | Mantova, Teatro Arciducale, carnevale 1719              | dochováno (2 doklady)                            | s pozn. musica del Vivaldi fatta in 5 giorni, část. autogr. [in Fondo Giordano díl 39, in Fondo Foà díl 37] | | | |  |  |
| RV 738?                   | Tito Manlio                                                 | Matteo Noris                                                                                         | 1739?                                                   | existuje (?)                                     | Giazotto zmiňuje "faccio fede" z 27. února 1739. Současní muzikologové zcela vyvrátili existenci tohoto dokumentu od chvíle, kdy Giazotto nikdy nepředložil přesné zařazení. Sám Ryom tuto reprízu oprey Tito Manlio ve nové edici svého Ryom Verzeichnis nebere v úvahu                                                    | | | |  |  |
| RV 739                    | La verità in cimento                                        | Giovanni Palazzi, Domenico Lalli                                                                     | Benátky, Sant'Angelo, 26. října? 1720                   | dochováno (částečně autograf. verze)             | facio fede 3. října 1720; mezihra L'avaro od Francesca Gaspariniho, in Fondo Foà vol 33 - nejméně 10 árií odlišných v partituře (možné zpřeházení v důsledku pádu nebo přidání cizích záznamů podle Ryoma) - árie Amato ben tu sei la mia speranza byla použita Leonardem Vincim v opeře Ginevra (RV anh.91)                | ... | soubor árií v 'D-Mbs' (Mus.ms.1120) | Ryom č. 20, 28-30, 36-38, 50 - Strohm č. 195, 202-204, 208-210, 222                                                    |  |  |
| RV 740                    | La virtù trionfante dell'amore e dell'odio overo il Tigrane | Francesco Silvani                                                                                    | Řím, Capranica, carnevale 1724                          | dochováno                                        | past. opera conosciuta stejně jako Mitridate, I. dějství a mezihra od Benedetta Micheliho, III. dějství od Nicoly Romaldiho; dochováno pouze II. dějství od Antonia Vivaldiho, [in Fondo Giordano díl 37] - 1 odlišná árie (Care pupille - II.4)                                                                            | | 3 doklady árie Lascierà l'amata salma ('F-Pc', 'F-Pn', 'I-Rc') | Ryom č. 180, 190, 174 - Strohm č. 143, 155, 174                                                                        |  |  |

#### Aranžmá Hasseho oper
| Číslo | Titul                 | Libreto | Premiéra                              | Poznámka |
| ----- | --------------------- | ------- | ------------------------------------- | -------- |
|       | Demetrio              |         | Ferrara, Bonacossi, 26. prosince 1736 |          |
|       | Alessandro nell'Indie |         | Ferrara, Bonacossi, snad leden 1737   |          |

## Dodatek (RV 741-812 e RV Anh. 91)
| Číslo                    | Titul | Tónina  | Poznámka |
| ------------------------ | --- | ------- | --- |
| RV 741                   | Sinfonia per archi                                                                                       | C dur   | ztraceno |
| RV 742                   | Frammento di concerto per violino, archi e basso continuo                                                | D dur   | |
| RV 743                   | Concerto per violino, archi e basso continuo                                                             | f moll  | |
| RV 744/RV 768            | Frammento e věta lento per concerto per violini, archi e basso continuo                                  | A dur   | |
| RV 745                   | Concerto per violino, archi e basso continuo                                                             | B dur   | pouze II. věta |
| RV 746                   | 2 pezzi per organo                                                                                       | A dur   | |
| RV 747                   | Candida Lylia, cantata per soprano                                                                       | D dur   | ztraceno |
| RV 748                   | Aria per la communione per soprano                                                                       | G dur   | ztraceno |
| RV 749.1                 | Lascia il sospirar (Ryom č. 245, Strohm č. 122) - aria                                                   | G dur   | shodná s RV 699-A/D (?) |
| RV 749.2                 | Amato ben tu sei la mia speranza (Ryom č. 186, Strohm č. 152) - "aria"                                   | a moll  | shodná s RV 739 I.12, RV 704 II.13, RV 710 III.7 |
| RV 749.3a                | Chi mai d'iniqua stella (Ryom č. 244, 255, Strohm č. 1) - aria                                           | G dur   | pochází z RV 731 III.5 |
| RV 749.3b                | Chi mai d'iniqua stella (Ryom č. 261) - aria                                                             | F dur   | ztraceno – avšak prokazatelně shodná s RV 749.3a |
| RV 749.4                 | Creder così mi giova (Ryom č. 234, Strohm č. 168) - aria                                                 |         | |
| RV 749.5                 | Dammi l'ali ma quelle (Ryom č. 4, Strohm č. 179) - aria                                                  |         | Delamea ji považuje za alternativu (neuvedena v libretu) k RV 734 |
| RV 749.6                 | D'amore il dolce strale (Ryom č. 215) - aria                                                             |         | |
| RV 749.7                 | Di due rai languir costante (Ryom č. 27 a-b, Strohm č. 201) - aria                                       | F dur   | |
| RV 749.8                 | Dividete o giusti dei (Ryom č. 263, Strohm č. 241)                                                       | Es dur  | ztraceno - verze odlišná od RV 711-G II.9, zřejmě pochází z RV 711-A |
| RV 749.9                 | È ver la navicella (Ryom č. 212, Strohm č. 12) - aria                                                    |         | |
| RV 749.10                | La cervetta timidetta                                                                                    |         | podobná s RV 703 II.6, RV 717 III.7 a zřejmě RV 733 III.4 |
| RV 749.11                | La farfalletta audace s'invola (Ryom č. 192, Strohm č. 154) - aria                                       |         | |
| RV 749.12                | La mia bella pastorella (Ryom č. 220, Strohm č. 89)                                                      |         | odlišná árie od RV 739 neuvedena v libretu (Ryom) |
| RV 749.13                | La pastorella sul primo albore (Ryom č. 39, Strohm č. 211) - aria                                        |         | dle nápisu "Ros." v záhlaví partitury lze usuzovat, že jde o árii odlišnou od RV 739 neuvedenou v libretu                                                                              |
| RV 749.14                | Luccioletta vezzosetta (Ryom č. 213, Strohm č. 13) - aria                                                |         | porta nápis "Aria del Sig.re D.Ant.o Vivaldi, a Santo Moisè, aria 3" |
| RV 749.15                | Non cada, non pera (č. 149) - aria                                                                       |         | pochází z RV 778 (?) |
| RV 749.16a               | Non trova mai riposo - aria                                                                              | G dur   | redukce pro soprán z původní árie pro alt pocházející z RV 711-A |
| RV 749.16b               | Non trova mai riposo (Ryom č. 262, Strohm č. 240) - aria                                                 | F dur   | ztraceno |
| RV 749.17                | Parmi udirti col pensiero (hudba: Se correndo in seno al mare, č. 188) - aria                            |         | shodná s RV 699-A/D III.6 a RV 732 I:7 |
| RV 749.18                | Roma invitta ma clemente (Ryom č. 224, 264, Strohm č. 117, 242) - aria                                   | G dur   | transpozice původní altové árie pro tenor v RV 711-D/G II.12 – uvedena také verze pro bas v RV 703 III.1                                                                               |
| RV 749.19                | Roma invitta ma clemente - aria                                                                          | F dur   | odlišná od RV 749.18 (viz výše) |
| RV 749.20                | Senti come nel boschetto - aria                                                                          |         | z Jefthe RV anh.116 - ztraceno |
| RV 749.21                | Se fido rivedrò l'oggetto (Ryom č. 23, Strohm č. 198) - aria                                             | a moll  | fragment opery Medea e Giasone před rokem 1720 (Delamea) |
| RV 749.22                | Senza rimorso in fida alma (Ryom č. 24) - récitatif                                                      |         | jako výše |
| RV 749.23                | Par che risplenda un raggio (Ryom č. 25, Strohm č. 199) - aria                                           | B dur   | jako výše |
| RV 749.24                | Se lascio di sperare (hudba: Se lascio d'adorare, Ryom č. 181, Strohm č. 148) - aria                     | a moll  | hudba shodná s RV 740 II.4 (g moll) |
| RV 749.25                | Sento ancor quel dolce labbro (Ryom č. 175, 228) - aria                                                  | g moll  | |
| RV 749.26                | Se tu vuoi ch'io m'innamori (Ryom č. 237, Strohm č.61) - aria                                            | a moll  | |
| RV 749.27                | Sovente il sole (č. 251) - aria                                                                          | mi moll | v Andromeda liberata |
| RV 749.28                | Speranza mia tu sei (hudba: Amato ben tu sei, č. 233) - aria                                             | do moll | shodná s RV 739 I.12, RV 704 II.13, RV 710 III.7 |
| RV 749.29                | Ti sento, sì ti sento - aria                                                                             | C dur   | transpozice pro soprán z RV 706-A I.14 nebo z RV 736 I.13 |
| RV 749.30                | Vorrei sperare aita (hudba: Vorrei veder anch'io, Ryom č. 239, Strohm č. 145) - aria                     | F dur   | shodná s RV 739 I.2 |
| RV 749.31                | Zeffiretti che sussurrate (Ryom č. 26, Strohm č. 200) - aria                                             | G dur   | podobně jako v RV 710 II.1, zřejmě původní verze. |
| RV 749.32                | Se fide quanto belle - aria                                                                              | F dur   | z pasticcia Turno Aricino RV anh.125 |
| RV 750                   | Composizioni diverse                                                                                     |         | |
| RV 751                   | Il Proteo o il mondo al rovescio, concerto per 2 flauti traversi, 2 violini, 2 fagotti e basso continuo  | D dur   | ztraceno |
| RV 752                   | Concerto per violino, archi e basso continuo                                                             | D dur   | ztraceno |
| RV 753                   | Prendea con man di latte, cantata per soprano e basso continuo                                           |         | |
| RV 754                   | Sonata per violino e basso continuo                                                                      | C dur   | |
| RV 755                   | Sonata per violino e basso continuo                                                                      | D dur   | |
| RV 756                   | Sonata per violino e basso continuo                                                                      | in Es   | |
| RV 757                   | Sonata per violino e basso continuo                                                                      | g moll  | |
| RV 758                   | Sonata per violino e basso continuo                                                                      | A dur   | I a III. věta v RV 746 ms. Manchester č. 6 |
| RV 759                   | Sonata per violino e basso continuo                                                                      | in B    | ms. Manchester č. 5 |
| RV 760                   | Sonata per violino e basso continuo                                                                      | h moll  | ms. Manchester č. 10 |
| RV 761                   | Amato bene, concerto per violino, archi (2 violini, violino/viola) e basso continuo                      | c moll  | |
| RV 762                   | Per Anna Maria alla Pietà, concerto per violino, archi e basso continuo                                  | E dur   | identificata jako RV 223 |
| RV 763                   | L'ottavina, concerto per violino, archi e basso continuo                                                 | A dur   | |
| RV 764                   | Concerto per 2 violini, archi e basso continuo                                                           | B dur   | |
| RV 765                   | Concerto per 2 violini, archi e basso continuo                                                           | F dur   | |
| RV 766                   | Concerto per violino, organo, archi e basso continuo                                                     | c moll  | |
| RV 767                   | Concerto per violino, organo, archi e basso continuo                                                     | F dur   | |
| RV 768/RV 744            | Concerto per violino, archi e basso continuo                                                             | A dur   | |
| RV 769                   | Concerto per violino, archi e basso continuo                                                             | d moll  | |
| RV 770                   | Concerto per violino, archi e basso continuo                                                             | d moll  | = RV 546 |
| RV 771                   | Concerto per violino, archi e basso continuo                                                             | c moll  | inc |
| RV 772                   | Concerto per violino, archi e basso continuo                                                             | D dur   | inc |
| RV 773                   | Concerto per violino, archi e basso continuo                                                             | F dur   | inc |
| RV 774                   | Per Anna Maria con organo obbligato D. V. concerto per violino, organo, archi e basso continuo           | C dur   | inc., Benátská konzervatoř |
| RV 775                   | Concerto per violino, organo, archi e basso continuo                                                     | F dur   | inc |
| RV 776                   | Sonata per violino e basso continuo                                                                      | G dur   | |
| RV 777/nclass RV Anh. 92 | Il giorno felice, opera                                                                                  |         | Vídeň, 1737, přepracovaná verze RV 714 |
| RV 778                   | Tito Manlio, opera                                                                                       |         | libreto: Matteo Noris, Řím, Pace, 8. ledna 1720 (pouze II. dějství, past. některé árie v RV 738, I. dějství od Gaetana Boniho, II. dějství od Giovanni Giorgiho, mezihra Breno e Dina) |
| RV 779                   | Sonata per violino, oboe, organo e basso continuo (salmoè ad libitum) o 2 violini, oboe e basso continuo | C dur   | |
| RV 780                   | Concerto per clavicembalo, archi e basso continuo                                                        | A dur   | |
| RV 781                   | Concerto per 2 trombe (oboi), archi e basso continuo                                                     | D dur   | |
| RV 782                   | La vittoria navale predetta dal S. Pontefice Pio V Ghisilieri, oratorio                                  |         | 1713 |
| RV 783                   | Concerto per flauto traverso, 2 violini, viola e basso continuo                                          | D dur   | |
| RV 784                   | Concerto per flauto traverso, archi e basso continuo                                                     | G dur   | ztraceno |
| RV 785                   | Sonata per violino e basso continuo                                                                      | D dur   | |
| RV 786                   | Sinfonia per archi e basso continuo                                                                      | D dur   | inc |
| RV 787                   | Per Teresa D: V, concerto per violoncello, archi e basso continuo                                        | e moll  | inc |
| RV 788                   | Per Teresa D: V, concerto per violoncello, archi e basso continuo                                        | B dur   | inc |
| RV 789                   | Confitebor tibi Domine, salmo 110                                                                        | B dur   | |
| RV 790                   | Per signora Chiaretta D: V, concerto per violino, archi e basso continuo                                 | B dur   | inc |
| RV 791                   | Frammento di sonata per violino e basso continuo                                                         | B dur   | |
| RV 792                   | Concerto per violino, archi e basso continuo                                                             | A dur   | inc |
| RV 793                   | Concerto per 2 organi, 2 orchestre di archi e basso continuo                                             | C dur   | inc |
| RV 794                   | Concerto per violino, archi e basso continuo                                                             | F dur   | inc |
| RV 795                   | Beatus vir, salmo 111 per soprano, 3 contralti, coro a 4 voci miste, 2 violini, viola e basso continuo   |         | |
| RV 796                   | Usignoletto bello, cantata per soprano e basso continuo                                                  |         | |
| RV 797                   | Magnificat                                                                                               |         | ztraceno |
| RV 798                   | Sonata per violino e basso continuo                                                                      | D dur   | 1720? |
| RV 799                   | Tremori al braccio e lagrime sul ciglio, cantata per soprano e basso continuo                            |         | Gesellschaft der Musikfreunde Wien |
| RV 800                   | Trio per due flauti e basso continuo                                                                     |         | Hessiches Staatsarchiv Marburg |
| RV 801/vclass RV Anh. 66 | Sonata a 4 per flauto traverso (oboe, violino), oboe (violino), violoncello (fagotto) e basso continuo   | C dur   | |
| RV 802                   | Improvvisata, sinfonia per archi e basso continuo                                                        | C dur   | chybí violový part |
| RV 803                   | Nisi Dominus, salmo 126                                                                                  | A dur   | soprán, mezzosoprán, kontraalt, housle in tromba marina, varhany, chalumeau, viola d'amore, violoncello, smyčce, bc                                                                    |
| RV 804                   | Salve Regina                                                                                             |         | ztraceno |
| RV 805                   | Concerto per flauto, archi e basso continuo                                                              |         | |
| RV 806                   | Sonata per flauto diritto e basso continuo                                                               | G dur   | |
| RV 807                   | Dixit Dominus, salmo 109                                                                                 | D dur   | 1732? |
| RV 810                   | Sonata per violino e basso continuo                                                                      | D dur   | |
| RV 812                   | Concerto per oboe, violoncello, archi e basso continuo                                                   | g moll  | |
| RV Anh. 91               | Concerto per violino, violoncello, archi e basso continuo                                                | G dur   | inc |

## Apendix (RV Anh. 1-139) [neúplný]
| Číslo              | Titul                                                              | Tónina | Autorství a poznámky |
| ------------------ | ------------------------------------------------------------------ | ------ | --- |
| RV Anh. 1          | Sonata per camera per violoncello e basso continuo                 | A dur  | anonym |
| RV Anh. 2          | Concerto per archi e basso continuo                                | C dur  | připisováno Pietru Antoniovi Locatellimu |
| RV Anh. 3          | Concerto per archi e basso continuo                                | d moll | anonym |
| RV Anh. 4          | Sinfonia per archi e basso continuo                                | G dur  | připisováno Johannu Adolphu Hassemu |
| RV Anh. 5          | Sonata per archi e basso continuo                                  | A dur  | anonym, připisováno Giovannimu Battistovi Sammartinimu |
| RV Anh. 6          | Sinfonia per archi                                                 | A dur  | připisováno Antoniovi Brioschimu |
| RV Anh. 7          | Concerto per violino, archi e basso continuo                       | C dur  | připisováno Tomasovi Albinoninimu |
| RV Anh. 8          | Concerto per violino, archi e basso continuo                       | D dur  | připisováno Antonínu Jiránkovi |
| RV Anh. 9          | Concerto per violino, archi e basso continuo                       | D dur  | připisováno Francescu Mariovi Veracinimu |
| RV Anh. 10         | Concerto per violino, archi e basso continuo                       | d moll | připisováno Giuseppovi Torellimu |
| RV Anh. 11         | Concerto violino, archi e basso continuo                           | G dur  | připisováno vévodovi Janu Arnoštovi Sasko-Výmarskému |
| RV Anh. 12         | Concerto violino, archi e basso continuo                           | G dur  | připisováno vévodovi Janu Arnoštovi Sasko-Výmarskému |
| RV Anh. 13         | Concerto per violino, archi e basso continuo                       | A dur  | připisováno Lorenzu Somisovi |
| RV Anh. 14         | Concerto per violino, archi e basso continuo                       | A dur  | připisováno Francescu Mariovi Veracinimu |
| RV Anh. 15         | Concerto per violino, archi e basso continuo                       | a moll | anonym |
| RV Anh. 16         | Concerto per oboe, archi e basso continuo                          | d moll | připisováno Alessandru Marcellovi |
| RV Anh. 17         | Concerto per violino, oboe, archi e basso continuo                 | g moll | připisováno Georgu Philippu Telemannovi |
| RV Anh. 18/RV 364  | Concerto per violino, oboe, archi e basso continuo                 | B dur  | anonym |
| RV Anh. 19         | Raccolta di concerti o sonate provenienti da diversi autori        |        | |
| RV Anh. 19a        | Sonata per 3 violini, tromba e basso continuo                      | D dur  | |
| RV Anh. 19b        | Sonata per 2 violini, violino, viola e basso continuo              | C dur  | |
| RV Anh. 19c        | Sonata per 2 violini, viola e basso continuo                       | A dur  | |
| RV Anh. 19d        | Sonata per 4 violini, viola e basso continuo                       | C dur  | |
| RV Anh. 19e        | Sonata per 4 violini, viola e basso continuo                       | A dur  | |
| RV Anh. 19f        | Sonata per 2 violini, tromba, viola e basso continuo               | D dur  | |
| RV Anh. 19g        | Sonata per 2 violini, viola e basso continuo                       | F dur  | |
| RV Anh. 19h        | Sonata per 3 violini e basso continuo                              | e moll | |
| RV Anh. 19i        | Sonata per 2 violini, viola e basso continuo                       | D dur  | |
| RV Anh. 19j        | Sonata per 2 violini, viola e basso continuo                       | F dur  | |
| RV Anh. 19k        | Sonata per 2 violini, viola e basso continuo                       | C dur  | |
| RV Anh. 19l        | Sonata per 2 violini e basso continuo                              | E dur  | |
| RV Anh. 19m        | Sonata per 2 violini e basso continuo                              | D dur  | |
| RV Anh. 19n        | Sonata per 2 violini e basso continuo                              | d moll | |
| RV Anh. 20         | Kyrie                                                              | a moll | anonym |
| RV Anh. 21         | Kyrie                                                              | F dur  | anonym |
| RV Anh. 22         | Gloria                                                             | C dur  | anonym |
| RV Anh. 22a        | Domine Deus Agnus Dei                                              |        | anonym |
| RV Anh. 23         | Gloria per 2 cori                                                  | D dur  | připisováno Giovannimu Mariovi Ruggierimu |
| RV Anh. 24         | Gloria                                                             | G dur  | připisováno Giovannimu Mariovi Ruggierimu |
| RV Anh. 25         | Domine ad adjuvandum me, salmo 69                                  | F dur  | anonym |
| RV Anh. 26         | Qui habitat in ajutorio, salmo 90                                  | F dur  | anonym |
| RV Anh. 27         | Dixit Dominus, salmo 109                                           | C dur  | anonym |
| RV Anh. 28         | Beatus vir, salmo 111                                              | A dur  | anonym |
| RV Anh. 29         | Laudate pueri Dominum, salmo 112                                   | D dur  | anonym |
| RV Anh. 30         | Laudate pueri Dominum, salmo 112                                   | a moll | anonym |
| RV Anh. 31         | Lætate sum, salmo 121                                              | A dur  | anonym |
| RV Anh. 32         | Nisi Dominus, salmo 126                                            | A dur  | anonym |
| RV Anh. 33         | Nisi Dominus, salmo 126                                            | F dur  | anonym |
| RV Anh. 34         | Nisi Dominus, salmo 126                                            | G dur  | anonym |
| RV Anh. 35         | Lauda Jerusalem, salmo 147                                         | C dur  | = RV 605 anonym, |
| RV Anh. 35b/RV 605 | Credidi propter quod                                               |        | |
| RV Anh. 36         | Ad te levavi, offertorio                                           | a moll | připisováno Ercole Bernabeimu |
| RV Anh. 37         | Confessio et pulchritudo, introito                                 | C dur  | anonym |
| RV Anh. 38         | Te Deum, inno                                                      | D dur  | anonym |
| RV Anh. 39         | The alchemist, opera                                               |        | kolektivní skladba |
| RV Anh. 40         | Alessandro nell'Indie, opera                                       |        | shoda s neznámou skladbou |
| RV Anh. 41         | L'amante Cabala, intermezzo                                        |        | nepodložené přisouzení |
| RV Anh. 42         | Ariodante, opera                                                   |        | kolektivní skladba |
| RV Anh. 43         | La bottega del caffè, intermezzo                                   |        | nepodložené přisouzení |
| RV Anh. 44         | Demetrio, opera                                                    |        | shoda s neznámou skladbou |
| RV Anh. 45         | Ernelinda, opera                                                   |        | kolektivní skladba |
| RV Anh. 46         | Il filosofo, opera                                                 |        | nepodložené přisouzení |
| RV Anh. 47         | The golden pippin, opera                                           |        | kolektivní skladba |
| RV Anh. 48         | Griselda, opera                                                    |        | kolektivní skladba |
| RV Anh. 49         | Merope, opera                                                      |        | kolektivní skladba |
| RV Anh. 50         | Monsieur Petiton, intermezzo                                       |        | kolektivní skladba |
| RV Anh. 51         | L'odio vinto dalla contanza, opera                                 |        | kolektivní skladba |
| RV Anh. 52         | Orlando furioso, opera                                             |        | kolektivní skladba |
| RV Anh. 53         | Semiramide, opera                                                  |        | kolektivní skladba |
| RV Anh. 54         | Siroe, rè di Persia, opera                                         |        | kolektivní skladba |
| RV Anh. 55         | La tirannia gastigata, opera                                       |        | libreto: Francesco Silvani (z La fortezza in cimento); Praha, divadlo hraběte Šporka, carnevale 1726; past. aranž. A. Denzio s árií RV 706; recit. od A. Guerry, částečně ztraceno |
| RV Anh. 56         | Tito Manlio                                                        |        | Řím, 1720, III. dějství od Antonia Vivaldiho |
| RV Anh. 57         | Die über Liebe und Hass siegende beständigkeit oder Tigrane, opera |        | Hamburk, 1719; část. ztraceno |
| RV Anh. 58         | Il vinto trionfante del vincitore, opera                           |        | kolektivní skladba |
| RV Anh. 59         | 14 arie                                                            |        | anonime |
| RV Anh. 60         | Cantate                                                            |        | Aldrich's Collection - Christ Church Oxford |
| RV Anh. 61         | 7 cantate                                                          |        | nesprávně identifikováno Rinaldim (5 kantát RN 318, 2 kantát RN 319) |
| RV Anh. 62         | Concerto per violino e strumento a tastiera                        | C dur  | nesprávné přisouzení, dílo Fritze Kreislera |
| RV Anh. 63         | 13 mottetti                                                        |        | nesprávné přisouzení, skladby Filippa Vitaliho |
| RV Anh. 64/RV 272  | Concerto per violino, archi e basso continuo                       | e moll | připisováno Johannu Adolphu Hassemu |
| RV Anh. 64a        | Concerto per violino, archi e basso continuo                       |        | |
| RV Anh. 65/RV 338  | Concerto per violino, archi e basso continuo                       | A dur  | připisováno Josephu Meckovi, Walsh č. 454 |
| RV Anh. 66/RV 801  | Sonata per 2 oboi                                                  | C dur  | |
| RV Anh. 68/RV 148  | Sinfonia per archi e basso continuo                                | F dur  | připisováno Domenicu Gallovi |
| RV Anh. 70/RV 144  | Introdutione per archi e basso continuo                            | G dur  | připisováno Giuseppovi Tartinimu |
| RV Anh. 71         | Concerto                                                           |        | = BWV 977 |
| RV Anh. 74         | Concerto                                                           |        | |
| RV Anh. 76/RV 808  | Concerto per violino e organo                                      | C dur  | dochováno neúplný (oddělené části) |
| RV Anh. 77         | Alceste, opera                                                     |        | hudba Georga Caspara Schürmanna, Hamburk, 1719 |
| RV Anh. 78         | Arianna e Teseo                                                    |        | 1714 |
| RV Anh. 80         | Catone, opera                                                      |        | 1732 |
| RV Anh. 81         | Eumene, opera                                                      |        | 1715 |
| RV Anh. 84         | Orlando furioso, opera                                             |        | inc., dílo Giovanniho Alberta Ristoriho |
| RV Anh. 85         | Sinfonia per archi (2 violini e viola) e basso continuo            | A dur  | |
| RV Anh. 93         | Sinfonia per archi e basso continuo                                | C dur  | |
| RV Anh. 137        | Argippo                                                            |        | pasticcio aranžováno da Antoniem Denziem v roce 1733? |
| RV Anh. 138        | Creso tolto alle fiamme                                            |        | od Girolama Polaniho, ale zkompletováno Antoniem Vivaldim, Benátky, 1705 |
| RV Anh. 139        | Benátky (nascente?)                                                |        | hudba od Antonia Vivaldiho, připravovaná na rok 1726 pro S. Angelo, ale poté nerealizována. Pravděpodobná repríza v roce 1731 a Benátky, místo neznámo.                            |